# Place des femmes en politique en France
La place des femmes en politique en France a évolué au fil des siècles. Alors qu'au Moyen Âge, nombre d'entre elles ont accès à certaines fonctions importantes et exercent le pouvoir, leur statut change sous l'Ancien Régime : les lois entourant la succession des enfants de Philippe IV condamnent de jure et de facto les femmes à un rôle non politique. Une phase d'émancipation voit ensuite le jour. Elle va des premières revendications de la Révolution avec Olympe de Gouges et Anne-Josèphe Théroigne de Méricourt, à celle des féministes de la fin du XIXe siècle et du début du XXe siècle telles Louise Weiss jusqu'à une forme plus moderne, dans une France encore en proie aux inégalités, comme Simone de Beauvoir ou Françoise Giroud. Le mot lui-même de « féminisme » attribué à tort à Charles Fourier par Louis - Devance (qui ne cite pas sa source) est forgé par un médecin français du nom de Ferdinand Valère Faneau de la Cour, dans un ouvrage médical datant de 1871 ayant pour titre Du féminisme et de l'infantilisme chez les tuberculeux,,, mais la première militante politique à l'employer couramment est Hubertine Auclert, en 1882.

## Les femmes et le pouvoir au Moyen Âge
Au Moyen Âge, les femmes mariées ont des droits avancés et jouent un rôle important. Elles peuvent ainsi hériter de terres, gérer des fiefs lorsque leur mari est absent et saisir des tribunaux. Le juriste Philippe de Beaumanoir note ainsi « Dame ne doivent rester sans douaire ». Christine de Pizan, dans Le Livre des trois vertus écrit « À cause que chevaliers, écuyers et gentilshommes partent en voyage et suivent les guerres, il sied aux épouses d'être sages et de grande gouvernance et de voir clair dans tout ce qu'elles font ». En 1401, elle s'en prend aussi à la haine des femmes présente dans le livre Le Roman de la Rose (XIIIe siècle). Des femmes comme Delphine de Sabran en Provence ou Gabrielle de la Trémoille (qui gère les comptes de ses terres et organise la défense de l'île de Noirmoutier) gouvernent ainsi réellement. Les femmes héritent généralement de fiefs si elles n'ont pas de descendance ou en vertu de clauses spécifiques de leur contrat de mariage : ainsi, Aliénor d'Aquitaine est duchesse avant son mariage avec Louis VII et le conserve lors de son remariage avec Henri II d'Angleterre ; on peut aussi parler d'Ermengarde de Narbonne ou Anne de Bretagne. Guillaume le Conquérant impose sa femme, Mathilde de Flandre, comme responsable en son absence (soit en France, soit en Angleterre).
Jusqu'au IXe siècle, le mariage est une affaire de droit privé. C'est sous l'impulsion de Louis Ier le Pieux (roi de 814 à 840) que les monarques francs se convertissent à la monogamie, par souci religieux et pour s'opposer aux coutumes des Barbares. Au XIe siècle, la réforme grégorienne met fin à la clérogamie.

### L'«invention» de la loi salique sous Charles V

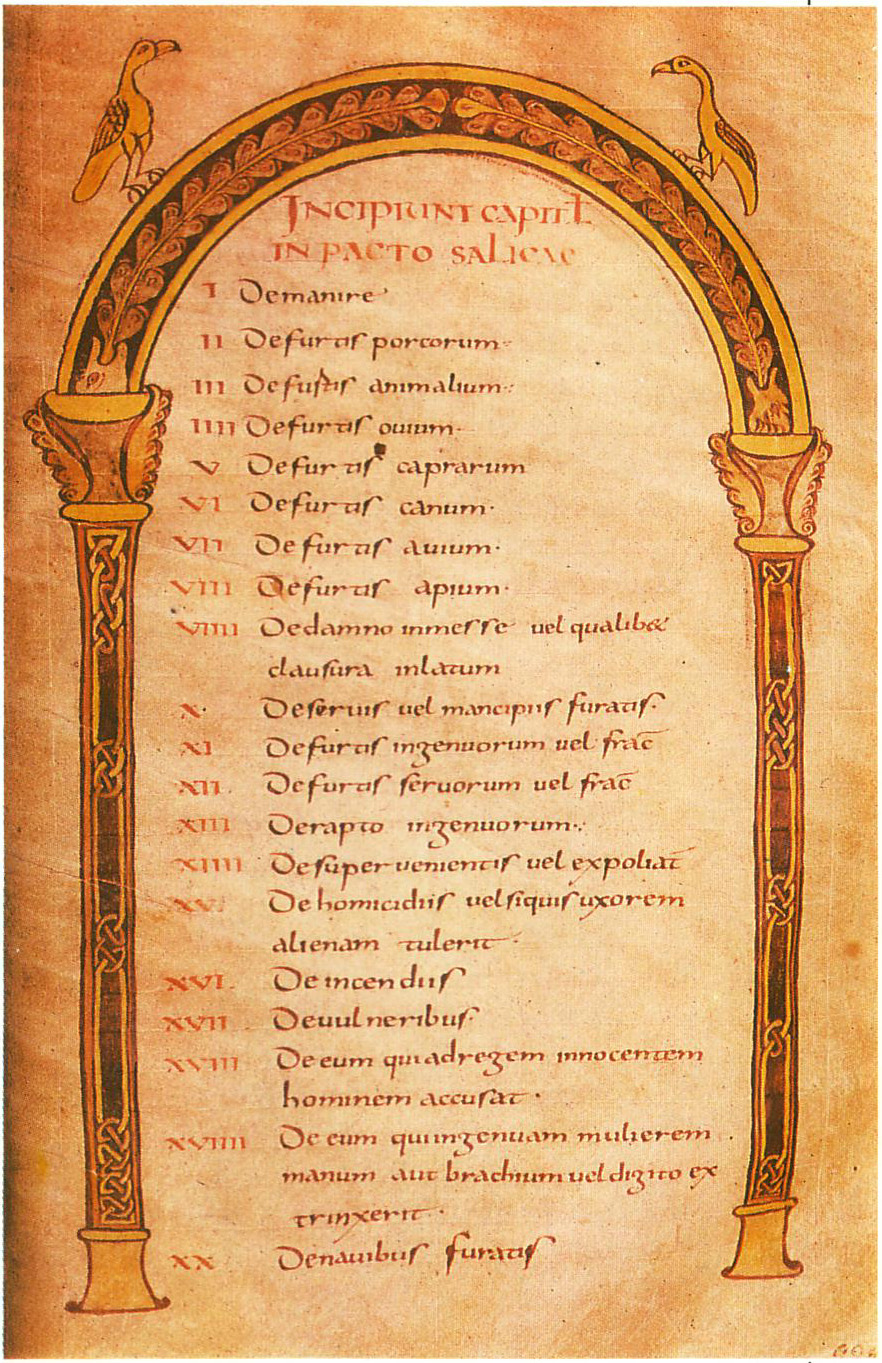
Copie manuscrite sur velin du VIIIe siècle de la loi salique. Paris, bibliothèque nationale de France.

Ce sont des motifs politiques plus que critiques à l'égard des femmes, qui amènent les grands nobles du royaume de France à exclure les femmes du trône, en effet, selon l'expression, il ne faut pas que celui-ci tombe de lance en quenouille. La succession de Philippe IV le Bel, mort en 1314, est chaotique : Louis X ne règne que deux ans et n'a pas d'héritier mâle, alors que depuis Hugues Capet, la succession au trône de France n'avait jamais posé de problème, en raison de la constance présence d'un héritier mâle direct. Louis X a bien un fils, Jean (qu'on appellera Jean Ier), mais il n'est pas encore né. En attendant, Philippe, frère de Louis X, devient régent du royaume de France, fonction qu'il est prêt à assurer jusqu'à la majorité du futur Jean Ier. Pourtant, ce dernier est un enfant mort-né, et l'on se tourne alors vers l'autre enfant de Louis X, Jeanne, une fille. Philippe prétexte de sa jeunesse et du soupçon d'être une enfant illégitime pour l'écarter (renvoyant à l'affaire de la tour de Nesle) et brusque les évènements en se faisant rapidement sacrer roi à la cathédrale de Reims, sous escorte, en janvier 1317. Jeanne n'est donc pas de prime abord évincée en tant que fille, l'université de Paris déclarant le 3 février 1317 « Philippe mieux placé que Jeanne, car il n'était séparé de Saint Louis que par deux génération contre trois pour sa nièce ». En outre, si aucune femme n'était devenue « roi de France », certaines avaient tenu des principautés et Mahaut d'Artois en tant que comtesse d'Artois est paire du royaume de France (avant elle, on pourra aussi mentionner Aliénor d'Aquitaine, duchesse) ; aussi, l'épouse de Philippe le Bel était reine de Navarre sous le nom de Jeanne Ire et Louis X avait rendu un arrêt pour la succession du royaume de Poitiers spécifiant que « les femelles doivent aussi bien hériter et avoir succession es bien et possessions du père de qui elles ont été procréées et descendues en loyal mariage comme font les mâles ». La vieille tante de Philippe IV, Agnès de France convoque les états généraux de 1317 où, Philippe V, réussissant à faire interpréter en sa faveur la coutume, l'assemblée affirme et approuve son avènement aux dépens de la fille de Louis X, Jeanne. Il légitime donc son droit à la couronne de France au détriment de la prétention des femmes à cette dernière. On ne parle néanmoins pas encore de la loi salique, mais cette disposition juridique est le premier jalon vers l'exclusion légale des femmes au trône de France.
Philippe V décède en 1322, il n'a pas d'héritier mâle (mais quatre filles). Les principes de 1317 s'appliquent alors. Charles, frère cadet de Louis X et de Philippe, devient roi sous le nom de Charles IV mais décède en 1328 ; il n'a qu'une fille. Il n'y a alors plus d'héritier mâle parmi les fils de Philippe le Bel, et étant donné les dispositions de 1317 concernant les femmes, la question de la succession se pose de nouveau. Il faut ériger en principe encore plus fort de la non-possibilité des femmes à accéder au trône, puisque le roi d'Angleterre Édouard III (fils du roi Édouard II, époux d'Isabelle de France, la fille de Philippe IV) se pose désormais en héritier légitime du trône. Le roi d'Angleterre étant issu d'une branche féminine, la couronne française tombe alors à un cousin de la maison des Valois, qui devient Philippe VI (on se base alors sur la locution latine nemo dat quod non habet : « personne ne transmet ce qu'il n'a pas »). Édouard renonce alors, et prête serment un an plus tard.
On se repose aussi sur le droit romain, notamment le Digeste du Corpus iuris civilis (V, 1, 12) qui exclut les femmes des offices publics, et on cherche des textes du début de la monarchie franque, quitte à en fabriquer. Contrairement au trône d'Angleterre, qui a des règles fixes, la succession se faisait selon la coutume, depuis Hugues Capet jusqu'aux États de 1317. On justifie alors cette exclusion par des textes tombés en désuétude, datant des Francs saliens (autour de 507 à 511 et) : ils n'ont pourtant rien à voir avec la succession royale mais concernent rassemblant des lois coutumières barbares, dont des dispositions d'héritage : selon un article de ce texte, aucune femme ne pouvait léguer à un héritier une parcelle de terrain (le dernier alinéa de l'article 62 De alodis, Des biens propres, note « Quant à la terre salique, qu'aucune part de l'héritage n'aille à une femme, mais que tout l'héritage soit transmis au sexe masculin »). Pourtant, une disposition de 575 du roi Chilpéric, note qu'en l'absence d'héritier mâle, les femmes peuvent hériter et posséder dans les mêmes droits que les hommes et la transformation des codes juridiques par Charlemagne en la Lex salica carolina, oublie le contenu de ces règles pour n'en garder que le ciment historique et archaïque de la France. Le manuscrit est remis au jour dans la bibliothèque de Saint-Denis, par le chroniqueur Richard Lescot, et en quelque sorte falsifié et sur-interprété pour justifier l'exclusion des femmes à la succession royale. Jean Jouvenel, conseiller du roi Charles VII, complète ce raisonnement en arguant que « les reines femmes des rois ne sont sacrées que de chrêmes commun et [sont] donc incapables de guérir des écrouelles », donc de poursuivre la tradition thaumaturgique des rois de France. C'est ainsi que jouant sur les textes, la loi salique s'impose et s'ancre dès lors dans le paysage monarchique français jusqu'au dernier roi de France, Louis-Philippe Ier, en 1848. Le futur Henri IV se réclamera également de la loi salique pour faire valoir son droit au trône de France, après la mort d'Henri III.
Cela n'empêchera pourtant pas certaines femmes de prendre la tête de principautés, comme la duchesse Anne de Bretagne, qui règne entre 1488 et 1514.

### Régences
Certaines femmes accèdent néanmoins à la régence du royaume : en effet, aucune loi stricte n'encadre cela au sein des lois fondamentales du royaume de France. Bertrade de Laon exerce une forte influence sur ses fils (le futur Charlemagne et Carloman Ier). Anne de Kiev est ainsi nommée régente pour le compte du futur Philippe Ier. Avant de mourir, Louis VIII choisit Blanche de Castille pour assurer la régence de Louis IX en 1226 ; celui-ci lui confie également la régence du royaume en 1248, alors qu'il part en croisade en Terre Sainte. Charles VI étant devenu fou, son épouse Isabeau de Bavière préside à partir de 1393 un Conseil de Régence, où siègent les Grands du Royaume, mais du fait de sa piètre maîtrise du français et de son manque d'alliés, elle reste isolée politiquement, pille le trésor, et permet l'accession au pouvoir de Jean sans Peur). Dans d'autres cas, la mort du roi étant par exemple accidentelle, l'ancienne reine de France semble être la mieux placée pour prendre les rênes du royaume jusqu'à la majorité de celui qui est « déjà » roi de France (elle est de 13 ans depuis une ordonnance de Charles V promulguée en 1374). Ainsi, Anne de Beaujeu devient régente avec son époux entre 1483 et 1491, au début du règne de Charles VIII, Catherine de Médicis entre 1560 et 1564 pour celui de Charles IX (après la mort accidentelle d'Henri II et celle de François II un an plus tard), Marie de Médicis entre 1610 et 1617 pour Louis XIII (après l'assassinat d'Henri IV ; elle avait obtenu de se faire sacrer conjointement reine de France le 13 mai 1610 et avait réussi à se faire octroyer après l'assassinat de son époux la régence du royaume, secondée par Concino Concini) et Anne d'Autriche entre 1643 et 1651 pour Louis XIV. Pendant que son fils, François Ier, s'engage dans la cinquième guerre d'Italie (1515-1516), Louise de Savoie assure la régence du royaume, ainsi que plus tard lors de la sixième ; elle négocie la libération du roi après la bataille de Pavie ainsi que la paix des Dames avec Marguerite d'Autriche, en 1529. Aussi, à partir de 1672, alors que débute la guerre de Hollande où le roi Louis XIV s'engage, il confie pendant son absence la régence du royaume à son épouse Marie-Thérèse, avec de larges pouvoirs politiques.
Après la mort de François II, sous le court règne duquel Catherine de Médicis avait une grande influence, elle réunit le conseil royal et déclare à ses membres : « Puisqu'il a plu à Dieu de m'enlever mon fils aîné, je veux ne pas m'abandonner au désespoir, mais me soumettre à la volonté divine en aidant et servant le roi, mon second fils, dans la faible mesure de mon expérience. C'est pourquoi j'ai décidé de le garder auprès de moi et de gouverner l’État comme doit le faire une mère affectionnée », et écarte rapidement les autres candidats à la régence. Aidée de Sillery, Marie de Médicis profite elle d'avoir été sacrée par feu son époux Henri IV et d'avoir projeté de lui confier la gérance du royaume (aidée du conseil), au moment où il partirait en guerre ; ces dispositions sont néanmoins rapidement brisées, et Marie gouverne sans entraves. La même situation se produit lors de la régence d'Anne d'Autriche, qui aidée d'une loi du Parlement, votée le 16 mai 1643 (qui lui donne l'administration du royaume et l'éducation du jeune roi), casse le principe d'une régence assistée de quatre grands du royaume (le duc d'Orléans, lieutenant général du royaume, le cardinal Mazarin, le chancelier Séguier, les secrétaires d'État Bouthillier et son fils Chavigny) ; elle ne souhaite pas, en effet, gouverner avec ces créatures placées par Louis XIII et feu le cardinal de Richelieu
Cependant, elle déclare au début : « Ah ! j'étais plus heureuse à Saint-Germain, éloignée des affaires car je ne connais rien au gouvernement et il faut que je gouverne ! », prenant conscience de l'extrême difficulté à exercer seule le pouvoir et fait appel au cardinal Mazarin en lui donnant, le 18 mai 1643, le poste de Premier ministre. Elle fait également de lui le tuteur de son fils). Après la chute de la monarchie de Juillet, Hélène de Mecklembourg-Schwerin, duchesse d'Orléans et bru de Louis-Philippe se rend à l’Assemblée avec ses deux enfants, le comte de Paris et le duc de Chartres, et son beau-frère, le duc de Nemours, pour faire proclamer l’aîné roi des Français et devenir régente. Mais la tentative de la duchesse d'Orléans est un échec et l'assemblée proclame la Deuxième République.

### Poids social et religieux
Sous l'Ancien Régime, la femme comme l'homme évoluent dans un temps où le sentiment d'individualité est presque absent, alors que la communauté structure la vie sociale. Il est moins fréquent de voir des filles entrer dans la vie religieuse chez la couche basse de la population que dans la bourgeoisie ou dans l'aristocratie, où selon l'historien François Lebrun cela « constitue une option dans la stratégie des chefs de famille soucier de « placer » leurs filles ». Contre l'opinion courante, cela ne constitue néanmoins par une meilleure situation (les tâches domestiques sont les mêmes), si ce n'est dans la « possibilité plus grande d'épanouissement personnel lié à une relation plus directe avec Dieu ». C'est pour contrer les vocations forcées que le concile de Trente (1545-1563) entreprend des contrôles plus poussés sur la volonté réelle de la novice et sur les âges d'entrée. Certaines religieuses volontaires fondent néanmoins des congrégations et deviennent des abbesses à très grande influence, comme Angélique Arnauld à Port-Royal, Barbe Acarie avec les carmélites, Jeanne de Chantal avec l'ordre de la Visitation ou encore Marie-Madeleine de Rochechouart, qui dirigeait une abbaye à la fois masculine et féminine (malgré la séparation des corps).

### Un certain rôle politique
Le médiéviste Philippe Contamine note qu'à l'époque de Jeanne d'Arc, « les femmes peuvent disposer […] d'un pouvoir naturel et légitime dans l'ordre politique en raison de la patrimonialisation des ressources et des droits que nous dirions publics. Majoritairement, le pouvoir est héréditaire et familial. Par défaut d'héritier mâle, une femme peut dans la chrétienté catholique devenir reine, baronnesse ou châtelaine de son propre chef. En revanche, le pouvoir électif lui échappe. Il n'est pas question qu'elle devienne pape ou empereur, ou qu'elle exerce des responsabilités municipales par le biais de l'élection. Bref, le pouvoir personnel des femmes est très minoritaire mais il existe. De plus, il est admis par les hommes de savoir -presque tous hommes d'Église-,censés former ou exprimer l'opinion commune, que les femmes étaient gouvernées non par la raison mais par l'émotion et la passion, sans parler de leur faiblesse physique. Pour faire la guerre ou rendre la justice, une reine ou une duchesse doit s'appuyer sur les hommes et un conseil masculin ».
Les femmes [Qui ?] avaient le droit de vote [Quoi ?] au Moyen Âge, selon l’historienne Régine Pernoud. Ce droit a été supprimé par un décret du Parlement en 1498[réf. incomplète].
Dès les premiers États généraux convoqués par Philippe le Bel en 1302, les femmes étaient convoquées. Elles le furent pour tous les États généraux suivants (par exemple ceux de 1484 convoqués par Anne de Beaujeu, fille de Louis XI, pendant la minorité de Charles VIII), jusqu'aux États généraux de 1789, où les femmes propriétaires de fiefs furent contraintes de se faire représenter par un homme (noble ou clergé) : les femmes veuves ou nobles tenant fief prennent ainsi part au vote mais elles ne sont pas directement éligibles. Elles peuvent toutefois être représentées par une sorte de suppléant comme c’est le cas notamment dans les assemblées locales. Les femmes prennent également une part très active à la rédaction des cahiers de doléances.

## De l'Ancien régime à la Révolution

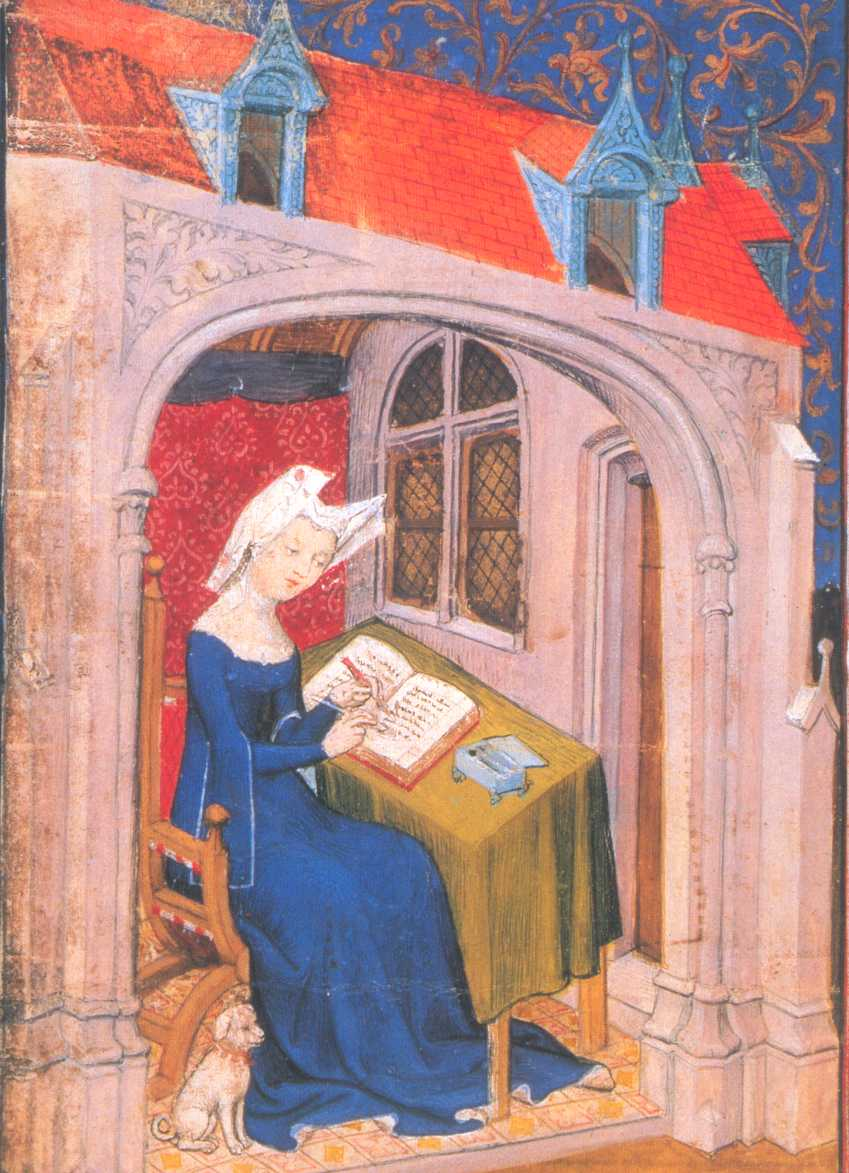
Christine de Pizan, auteure de La Cité des dames (1405), écrivant dans sa chambre. Le féminisme supposé de Pizan a fait l'objet de débats.

En 1622, Marie de Gournay étudie dans Égalité entre les hommes et les femmes les différences hiérarchiques entre les genres, invitant à les dépasser.
Sous la Révolution, à la suite du discours de l'abbé Sieyès du 20-21 juillet 1789, distinguant entre citoyens « actifs » et « passifs », les femmes furent classées, comme les enfants, les étrangers et tous ceux ne pouvant s'acquitter d'un cens électoral, dans cette seconde catégorie. Malgré l'appel de Condorcet, elles furent ainsi officiellement exclues du droit de vote par l'Assemblée nationale le 22 décembre 1789, exclusion maintenue par la Constitution de 1791 puis par un vote de la Convention nationale le 24 juin 1793, quelques mois avant l'exécution d'Olympe de Gouges, auteure de la Déclaration des droits de la femme et de la citoyenne (1791) mais qui s'était proposée de défendre Louis XVI à son procès.
Il est à noter que la philosophie des Lumières, qui a en partie porté certains idéaux révolutionnaires, n'était pas favorable à l'émancipation des femmes : à cet égard, Diderot ou Montesquieu font même montre à leur égard d'un certain mépris. C'est plutôt à travers la littérature que certains auteurs rendent compte de l'abusive autorités de la gent masculine envers elle (que ce soit Choderlos de Laclos, Robert Challe ou même Jean-Jacques Rousseau, malgré un regard général condescendant sur la femme). L'ascendant des femmes dans la vie publique se retrouve dans l'importance des salonnières de l'époque (Madame Geoffrin, Madame de Tencin, Madame du Deffand, Madame du Châtelet, Julie de Lespinasse, etc.) ; l'historienne Mona Ozouf note que malgré cette mixité sociale, elles ne sont pas « féministes » et que « la différenciation des rôles masculin et féminin leur paraît au contraire indispensable au commerce des esprits ». Amalgamés avec l'Ancien régime, ces salons et la place que prennent ces femmes seront rejetés à la Révolution, Olympe de Gouges parlant même de « l'administration nocturne des femmes ».
Le Code Napoléon entérina ensuite cette inégalité politique de l'homme et de la femme, nuancée par quelques progrès apportés, notamment en matière de mariage (avec la loi sur le divorce de 1792 et les dispositions sur les enfants illégitimes et l'abolition de la primogéniture). Hors ces progrès relatifs, il marque un recul par rapport à l'Ancien régime, où, du moins, les femmes aristocrates bénéficiaient de la capacité juridique.

## Les revendications pour le droit des femmes sous la Révolution

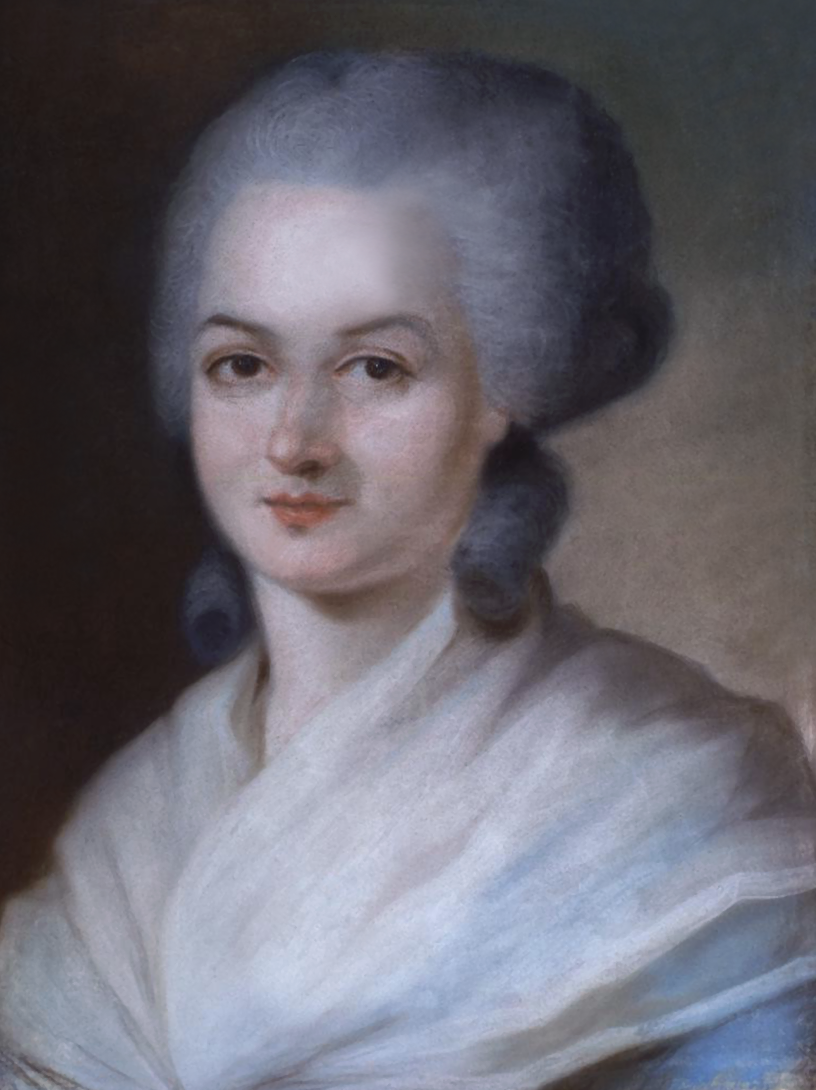
Olympe de Gouges est considérée comme une des pionnières du féminisme.

Malgré les contributions des femmes à la rédaction des cahiers de doléances et le rôle qu'elles jouent - notamment lors des manifestations d’octobre 1789 pour demander du pain et des armes -, les femmes ne se voient pas attribuer de droit particulier dans la Déclaration des droits de l'homme et du citoyen ; et si le nouveau régime leur reconnaît une personnalité civile, elles n'auront pas le droit de vote, ni d'élection, à cette époque. Néanmoins, avec la suppression du droit d'aînesse en 1790, les femmes deviennent égales aux hommes concernant les droits de succession. Au début de la Révolution, si les femmes ne peuvent monter à la tribune, elles ont la possibilité d'assister aux débats de l'Assemblée, venant souvent avec leurs tricots et approuvant vertement les discours prononcés, comme Aimée de Coigny ou Madame de Beauvau. Exceptionnellement, Théroigne de Méricourt est invitée à s'exprimer au club des Jacobins.
Elles n'en continuent pas moins à investir l'espace public, organisées en clubs mixtes (comme celui de Claude Dansart) ou féminins et en sociétés d’entraide et de bienfaisance, et participent avec passion -à l'instar des hommes- à toutes les luttes politiques de l'époque, y compris les combats (avec notamment les sœurs Fernig). Plusieurs écrits sont publiés, dont les Vues législatives pour les femmes (1790) de Marie-Madeleine Jodin, ou la Déclaration des droits de la femme et de la citoyenne (1791) d'Olympe de Gouges.
Anne-Josèphe Théroigne de Méricourt fonde la Société des Amis de la Loi et appelle le peuple à prendre les armes et participant à la prise de la Bastille, ce dont elle sera récompensée par le don d'une épée par l'Assemblée nationale. Etta Palm d'Aelders est à l'origine du premier cercle exclusivement féminin de l'histoire de France, la Société Patriotique et de Bienfaisance des Amies de la Vérité. C’est par des femmes comme Claire Lacombe, Louison Chabry ou Renée Audou que fut organisée la marche sur Versailles qui finit par ramener Louis XVI dans la capitale.
Toutes deux proches des Girondins, elles connurent une fin tragique : Anne-Josèphe Théroigne de Méricourt internée par son frère en 1794, meurt à l'hôpital de la Salpêtrière en 1817 après avoir passé les 23 dernières années de sa vie à l'asile et Olympe de Gouges, guillotinée en 1793 pour s'être opposée aux Montagnards. Cette dernière avait déclaré : « La femme a le droit de monter sur l’échafaud ; elle doit avoir également celui de monter à la Tribune » mais aussi «La femme naît libre et demeure égale à l'homme en droit». Si les femmes ont été privées du droit de vote, cela ne les a pas préservées des châtiments réservés aux hommes et nombreuses connurent la prison ou l'échafaud à la suite de leurs actions publiques ou politiques.
À partir de 1792, l'entrée en guerre de la France conduit certaines à se battre aux frontières tandis qu'en 1793 se développe à Paris un militantisme féminin, porté par des femmes du peuple parisien proches des sans-culottes et des enragés, à la gauche des Jacobins. Bien que beaucoup plus marginal que la participation des femmes en tant que telles aux événements révolutionnaires, l'émergence de ce mouvement féministe à part entière marque l'entrée de cette thématique sur la scène politique.
Les deux cents femmes du Club des citoyennes républicaines révolutionnaires créé le 10 mai 1793 par Claire Lacombe et Pauline Léon, les « tricoteuses », occupent les tribunes publiques de la Constituante et apostrophent les députés, entendant représenter le peuple souverain. Claire Lacombe et Pauline Léon proposent ainsi d’armer les femmes avec une pétition de 319 Parisiennes.
Leurs appels véhéments à la Terreur et à l'égalité, leur participation à la chute des Girondins et les autres manifestations spectaculaires des « enragées » allaient leur valoir une image de furies sanguinaires qui nourrirait longtemps les répulsions du pouvoir masculin. Ainsi, dans Les femmes célèbres de 1789 à 1815 (1840), Lairtullier distinguera les « furies de la guillotine » des « demeures célestes » (Madame Roland, proche des Girondins et guillotinée en 1793; Lucile Desmoulins, la femme de Camille, guillotinée en 1794; ou Charlotte Corday). De même, le Dr Guillois, parlant à la fin du XIXe siècle d'« hystérie révolutionnaire » à propos d'Olympe de Gouges, écrira:
« On peut dire que de nombreuses femmes, surtout celles qui ont pris une part active à la Révolution et y ont joué un rôle sanguinaire, étaient des déséquilibrées. »

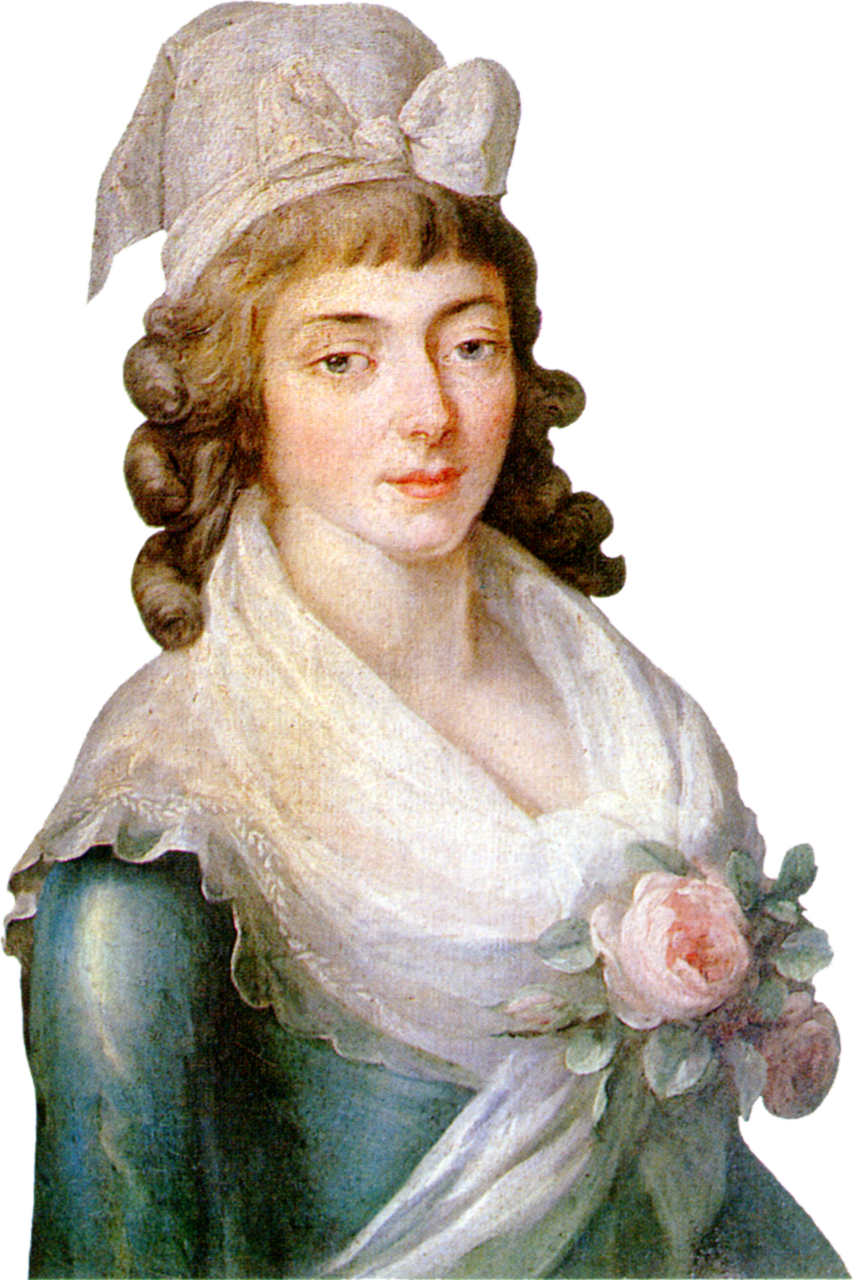
Madame Roland coiffée du bonnet girondin. Son mari étant nommé ministre de l'Intérieur en mars 1792, Danton déclarera: Nous avons besoin de ministres qui voient par d’autres yeux que ceux de leur femme.

Cependant, plus que les excès d'une violence largement partagée à l'époque, ce sont d'abord les réticences des hommes au pouvoir qui excluent ces femmes de la sphère politique (ainsi que de certaines femmes, qui comme Manon Roland, Lucile Desmoulins ou Louise-Félicité de Kéralio ne s'engagent pas pour l'égalité politique mais civique). La plupart des députés partagent les conceptions exposées dans l’Émile de Rousseau d'un idéal féminin restreint au rôle de mère et d'épouse, rares étant ceux qui, comme Condorcet (« Sur l'admission des femmes au droit de cité »), Gilbert Romme, Charles de Villette, Joseph Lequinio ou Pierre Guyomar revendiquent le droit de vote des femmes en vertu des droits naturels inhérents au genre humain qui à la même époque inspirent la lutte contre le despotisme et l’esclavage (la Révolution ne fait cependant que ratifier la révolte de Toussaint Louverture par décret du 4 février 1794); d'autres, comme David Williams, sans aller jusqu'au suffrage féminin, revendiquent néanmoins un certain nombre de droits, y compris politiques. Le Comité de salut public charge ainsi une commission, présidée par André Amar, de délibérer sur la question des droits politiques accordés aux femmes et leur droit de participer à des clubs politiques: celui-ci leur est refusé à l'automne 1793, au nom d'une éducation et d'une prétendue nature intrinsèquement inférieure, l'argument selon lequel les femmes favoriseraient la Réaction étant mis en avant. Un rapport de Lanjuinais précise la nature « temporaire » de cette mesure, qui devrait être levée dès lors qu'elles rattraperaient leur « retard » sur les hommes. Condorcet sait néanmoins sa demande irréaliste mais propose néanmoins un projet de réforme de l'éducation, où il prévoit une instruction mixte dans les établissements et les classes, jusqu'au milieu universitaire.
La création du mariage civil en 1792 est néanmoins révolutionnaire, dans la mesure où il oblige à un consentement mutuel. La sociologue Irène Théry a ainsi montré que l'instauration de ce nouveau contrat de mariage « signifie que l'espace domestique obéit aux mêmes principes de liberté et d'égalité qui régissent désormais la société politique ». L'instauration du divorce obéit aux mêmes principes, les femmes étant les plus demandeuses, ce qui amène certains hommes politiques à en contester le principe à partir de 1795.
En novembre 1793, toute association politique féminine est interdite par la Convention, un seul député s'y oppose Louis Joseph Charlier, mais les femmes vont cependant continuer à jouer un rôle jusqu'à l’insurrection du printemps 95, dont le mot d’ordre est « du pain et la Constitution de 93 », avant que la répression généralisée qui marque la fin de la Révolution ne mette un terme provisoire à cette première prise de parole politique, pour les femmes comme pour les hommes. En 1795, un décret confirme cette interdiction, en plus de rassembler à plus de cinq dans la rue.
Lors de la guerre de Vendée, de nombreuses femmes vendéennes prennent part au combat (comme Renée Bordereau), certaines menant même des troupes en montant à cheval, comme la marquise Victoire de Donnissan de La Rochejaquelein ou la comtesse de Bruc.
Une ordonnance du 16 brumaire an IX (7 novembre 1800) proscrit le port du pantalon pour les femmes, sauf pour des raisons de santé. Cette ordonnance est amendée en 1892 pour celles qui pratiquent l'équitation, et, bien plus tard, en 1909, pour celles pratiquant la bicyclette.
En 1801, l'homme politique d'extrême gauche Sylvain Maréchal publie un « projet de loi portant défense d'apprendre à lire aux femmes ».
Il est également à rappeler, comme le note Mona Ozouf, que ce sont « les femmes qui ont opposé la résistance la plus obstinée aux mesures déchristianisatrices de la Révolution, au nouveau système de fêtes, au calendrier révolutionnaire. Ce sont elles qui réclament la voix consolante des cloches, chôment les dimanches, tentent d'arrêter les charrettes qui transportent les ornements arrachés à leurs autels, boycottent les curés jureurs, protègent les réfractaires. Elles sont les organisatrices tenaces du culte clandestin. Ce danger clérical, agité comme un chiffon rouge, servira longtemps par la suite pour mieux exclure les femmes du suffrage universel ».

## Premier Empire
En 1804, le nouveau Code Napoléon proclame l'incapacité juridique de la femme mariée. L'empereur déclare ainsi lors d'une réunion du Conseil d'État : « Ce qui n'est pas français, c'est de donner l'autorité aux femmes ». Élisa Bonaparte, une de ses sœurs est cependant cheffe d'État et règne nominalement seule, d'abord en tant que  princesse de Piombino de 1805 à 1814 et comme grande-duchesse de Toscane de 1809 à 1814. Le Code pénal écrit en 1810 indique qu'une épouse adultère risque de trois mois à deux d'emprisonnement, alors que le mari une amende allant de 100 à 2 000 francs.
On compte certaines femmes soldats, qui obtiennent des grades, comme Marie-Jeanne Schellinck (engagée le 15 avril 1792 dans le 2e bataillon belge et successivement caporal, sergent-chef et sous-lieutenant en 1806 et qui reçoit la Légion d'honneur sans toutefois faire partie de l'Ordre), Marie-Thérèse Figueur ou Marie-Angélique Brulon.

## Monarchie de Juillet
Éteintes sous l’Empire et la Restauration, les revendications féministes renaissent en France avec la Révolution de 1830. Un féminisme militant se développe à nouveau dans les milieux socialistes de la génération romantique, en particulier chez les saint-simoniens et les fouriéristes de la capitale. Le développement de la mariologie se fait de concert avec une reconnaissance du rôle spirituelle important que joue la femme dans l´avenir de l´homme. La théologie politique développée par l´abbé Alphonse-Louis Constant est à cet égard significative. Les féministes participent à l'abondante littérature de l'époque, favorisée par la levée de la censure sur la presse. La Femme Libre et La Tribune des femmes paraissent en 1832 ; Le Conseiller des femmes, édité à Lyon par Eugénie Niboyet, est le premier journal féministe de province. Le rôle des femmes pendant la Révolution est enfin commémoré, avec Les femmes célèbres de 1789 à 1815 de Lairtullier (1840).
Sur le plan politique, la constitution de la Monarchie de Juillet privant de ses droits la majorité de la population, leur combat rejoint celui des premiers défenseurs des ouvriers et des prolétaires, mais elles se mobilisent aussi contre le statut civil de la femme, soumise en matière juridique et financière à son mari — « La femme doit obéissance à son mari » affirme le Code civil — et pour le rétablissement du divorce interdit sous la Restauration en 1816 (il ne sera rétabli qu'en 1884).
Certaines femmes revendiquent le droit à l’amour libre, au scandale de l'opinion publique. Claire Démar se livre ainsi dans son Appel au peuple sur l'affranchissement de la femme (1833) à une critique radicale du mariage dans lequel elle dénonce une forme de prostitution légale. Elle n’est toutefois pas suivie par l’ensemble des saint-simoniennes qui tiennent à se démarquer des accusations d’immoralisme qui frappent le mouvement.
Les débuts du régime laissent entrevoir quelques espoirs d’évolution. Les pétitions en faveur du rétablissement du divorce le place sur l’agenda politique : en 1831 et 1833, les députés votent par deux fois en faveur de la loi qui est toutefois repoussée par la Chambre des pairs. Les revendications féministes deviennent inaudibles. Quand Louise Dauriat adresse en 1837 aux députés une demande en révision des articles du Code civil qui lui paraissent contraires aux droits des femmes, elle ne récolte en retour que les rires de l’assemblée.

## Révolution de 1848 et Deuxième République
Comme en 1789, les femmes participent activement aux journées révolutionnaires de février 1848. Elles s'expriment publiquement par le biais d’associations et de journaux. Les lois proclamant la liberté de la presse profitent ainsi à nouveau à la presse féministe : Eugénie Niboyet crée, le 20 mars, La Voix des femmes, avec Jeanne Deroin, Désirée Gay, la poétesse Louise Colet et Adèle Esquiros. Ce journal lui est dans un premier temps le principal relais des revendications féminines, écartées de la presse traditionnelle. Puis viendront en juin La Politique des Femmes de Désirée Gay ou encore L’Opinion des femmes publiée en janvier 1849 par Jeanne Deroin, auquel participe Claire Bazard, proche des saint-simoniens.
À la suite de leurs protestations, les femmes se voient accorder le droit au travail au même titre que les hommes ; les ateliers nationaux leur sont ouverts, avec retard, le 10 avril. Elles goûtent aux prémices d’une participation citoyenne en élisant des déléguées à la Commission du Luxembourg (dont Désirée Gay), en proposant des réformes de leurs conditions de travail, la création de crèches ou de restaurants collectifs.
Le droit de vote pour l’élection de la future Assemblée nationale constituante est au centre de leurs préoccupations : Jenny d'Héricourt, la fondatrice de la Société pour l’émancipation des femmes, imagine qu’une fois conquis, il permettra d’agir par la voix législative sur l’ensemble de leurs revendications au nombre desquelles figurent toujours l’abrogation du Code civil et le droit au divorce. Elles lancent des pétitions, sont reçues par les instances politiques. Le Comité des droits des femmes, présidé par Alix Bourgeois, se voit répondre par la voix d’Armand Marrast, le maire de Paris, que la décision ne pourra être prise que par la future instance législative. Répondant à un slogan proclamant qu'il n'y a plus de prolétaires en France, la brochure Femmes électeurs et éligibles demande que les « 17 millions de femmes soient comprises dans les décrets, sinon la France en comptera plus de 17 millions [de prolétaires] ».
Les pétitions en faveur rétablissement du divorce ne rencontrent pas plus de succès que leurs devancières des années 1830 : la proposition du Ministre de la Justice Adolphe Crémieux à la Chambre en mai 1848 est accueillie sous les quolibets. On s’inquiète notamment de la menace que la parole libérée des femmes ferait peser sur la famille. Le Club des femmes, ouvert en avril 1848, est un lieu de débat qui provoque de virulentes réactions ; certaines de ses séances tournent à l’émeute et sa présidente- Eugénie Niboyet- est âprement caricaturée dans la presse. Il sera finalement fermé pour ne pas troubler l’ordre public.
Jeanne Deroin déclare être candidate aux élections législatives de 1849 mais est moquée par la presse et les vaudevillistes. Elle explique sa démarche et prononce plusieurs discours à Paris, entre le 10 et le 19 avril. Elle déclare ainsi « la cause du peuple et la cause des femmes sont intimement liées. Les prolétaires ne seront affranchis de la dure servitude de l'ignorance que lorsqu'ils auront eux-mêmes affranchi la compagne de leur souffrance et de leurs travers » et « la Constitution de 1848 a légalement aboli les privilèges de race, de caste et de fortune par l'affranchissement des esclaves noirs, par l'extinction des titres de noblesse, par la suppression du cens électoral. Mais le privilège de sexe est resté sous-entendu dans cette Constitution qu'il sape dans sa base, parce qu'il est la négation des principes sur lesquels elle est fondée ». Peu la soutiennent, sinon Jean Macé, d'autres comme Pierre Joseph Proudhon s'y opposent (elle est saint-simoniste), même des femmes comme George Sand ou Daniel Stern en rient.

## Second Empire et Troisième République
Le Second Empire marque le reflux des revendications féministes. L'anti-féminisme de Proudhon ou de Michelet (La femme, 1859, et Les femmes et la Révolution, 1854 ; « chaque parti périt par les femmes », écrit-il alors à propos de la Révolution) influence alors durablement les esprits. Ces ouvrages sont toutefois contrebalancés par la sympathie à l'égard des femmes témoignée dans Le génie de la révolution de Charles-Louis Chassin et Le socialisme pendant la Révolution d'Amédée Le Faure, tous deux publiés en 1863. Par ailleurs, le Second Empire voit toutefois plusieurs avancées dans le domaine de l'éducation des femmes. Par ailleurs, plusieurs organisations féministes sont créées sous la Troisième République.

### Réformes de l'éducation des filles
En 1836 avait été créé l'enseignement primaire féminin. Sous la IIe République, la loi Falloux avait fixé en mars 1850 l'objectif d'une école primaire pour filles dans chaque commune de plus de 800 habitants. La loi Duruy de 1867 aligne ce seuil sur les standards masculins en le fixant à 500.
Les programmes restent définis en fonction des rôles sociaux assignés aux femmes (y figurent les travaux ménagers et la puériculture) ; les couvents et congrégations prennent majoritairement en charge l’éducation des jeunes filles. La mobilisation pour l’éducation des femmes trouve appui dans l’opposition libérale au régime, notamment dans les milieux saint-simoniens. Elisa Lemonnier crée en 1862 les premières écoles professionnelles pour jeunes filles. Julie-Victoire Daubié sollicite avec le soutien de François Barthélemy Arlès-Dufour, un influent capitaine d’industrie saint-simonien, l’autorisation de se présenter à l’épreuve du baccalauréat qu’elle obtient à Lyon en 1861 à l’âge de 37 ans (bien qu'il n'existe alors pas de texte officiel interdisant aux filles de présenter l'épreuve). Madeleine Brès doit quant à elle son inscription en faculté de médecine à sa pugnacité et à l’intervention de l’impératrice Eugénie et du ministre de l'instruction publique Victor Duruy. Ces pionnières restent toutefois encore isolées : la deuxième bachelière française, Emma Chenu, obtient son diplôme en 1863, deux ans après Daubié. L’amélioration de l’enseignement des femmes reste un leitmotiv des féministes françaises : en 1866, André Léo crée ainsi une association consacrée spécifiquement à cette question.
Les réformes de structure dans l’enseignement secondaire et supérieur interviennent sous la IIIe République. Les collèges et les lycées de jeunes filles, dont les programmes restent spécifiques (ils ne permettent pas de passer le baccalauréat), sont institués par la loi Sée (1880). Les femmes se voient également garantir une formation à l’enseignement : les écoles normales féminines, rendues obligatoires dans chaque département en 1879, et l’école normale supérieure de Sèvres (1881) forment institutrices et professeurs. Le premier lycée à ouvrir est le lycée Georges-Clemenceau, à Montpellier ; à Paris, ce sont chronologiquement le lycée Fénelon (1883), le lycée Racine (1886), le lycée Molière (1888), le lycée Lamartine (1893), le lycée Victor-Hugo (1895), et le lycée Victor-Duruy (1912). Entre 1881 et 1896, on créé 32 lycées et 28 collèges. En 1900, on compte 40 lycées. En 1907, il y a « 103 établissement de jeunes filles (47 lycées et 56 collèges », en 1931 il y en a « 206 (74 lycées, 97 collèges, 35 cours secondaires ». En outre, on compte en 1907 « 297 professeurs agrégées et 324 certifiées ou licenciées » et en 1931 « 869 professeurs agrégées et 997 certifiées ou licenciées ». Enfin, il y a en 1907 25 000 élèves, contre 60 000 en 1931. Déjà avant la Première Guerre mondiale, 60 % du corps enseignant est féminin ; pour les former, on compte une vingtaine d'écoles normales féminines en 1879 mais leur nombre est faible et amène l'État à en créer 64 lors des années 1880. Le 1er mai 1879, le ministre Jules Ferry nomme Pauline Kergomard déléguée à l'inspection des salles d'asiles chargées de l'accueil des enfants en bas âge, devenues en 1881 des écoles maternelles, qu'elle développe et améliore jusqu'à sa retraite, en 1917.

### La Commune
Pendant la Commune de Paris (1871) se crée le premier mouvement féminin de masse : l'Union des femmes pour la défense de Paris et les soins aux blessés sous l'impulsion d'Elisabeth Dmitrieff, jeune aristocrate russe et de Nathalie Le Mel, ouvrière relieuse (reconnue alors comme la section féminine de l'Internationale. Il ne s'agit pourtant que de « quelques groupes de femmes révolutionnaires ». Les femmes réclament le droit au travail et l'égalité des salaires (un commencement d'application est mis en place pour les institutrices). L'Union des femmes participe au recensement des ateliers abandonnés par les patrons (les francs fileurs) partis se réfugier à Versailles et organise des ateliers autogérés ; la Commune reconnaît l'union libre (elle verse aux veuves de fédérés mariées ou non ainsi qu'à leurs enfants légitimes ou naturels une pension), l'égalité salariale, l'accès à l'éducation et le divorce ; les femmes mettent en application le décret de séparation des Églises et de l'État dans les écoles et les hôpitaux ; elles se battent comme Louise Michel et d'autres sous l'habit de fédérés et elles défendent Paris contre les « Versaillais » sur les barricades (une centaine, place Blanche, avec Nathalie Le Mel) ; sur le chemin de l'émancipation des femmes, la Commune a marqué une étape importante. Néanmoins, l'historien Jacques Rougerie note qu'« on ne voit pas de femmes revendiquer alors, comme quelques-unes l'avaient fait en 1848, un droit de suffrage que leurs compagnons révolutionnaires leur auraient à coup sûr refusé ».

### Les mouvements féministes au tournant du siècle

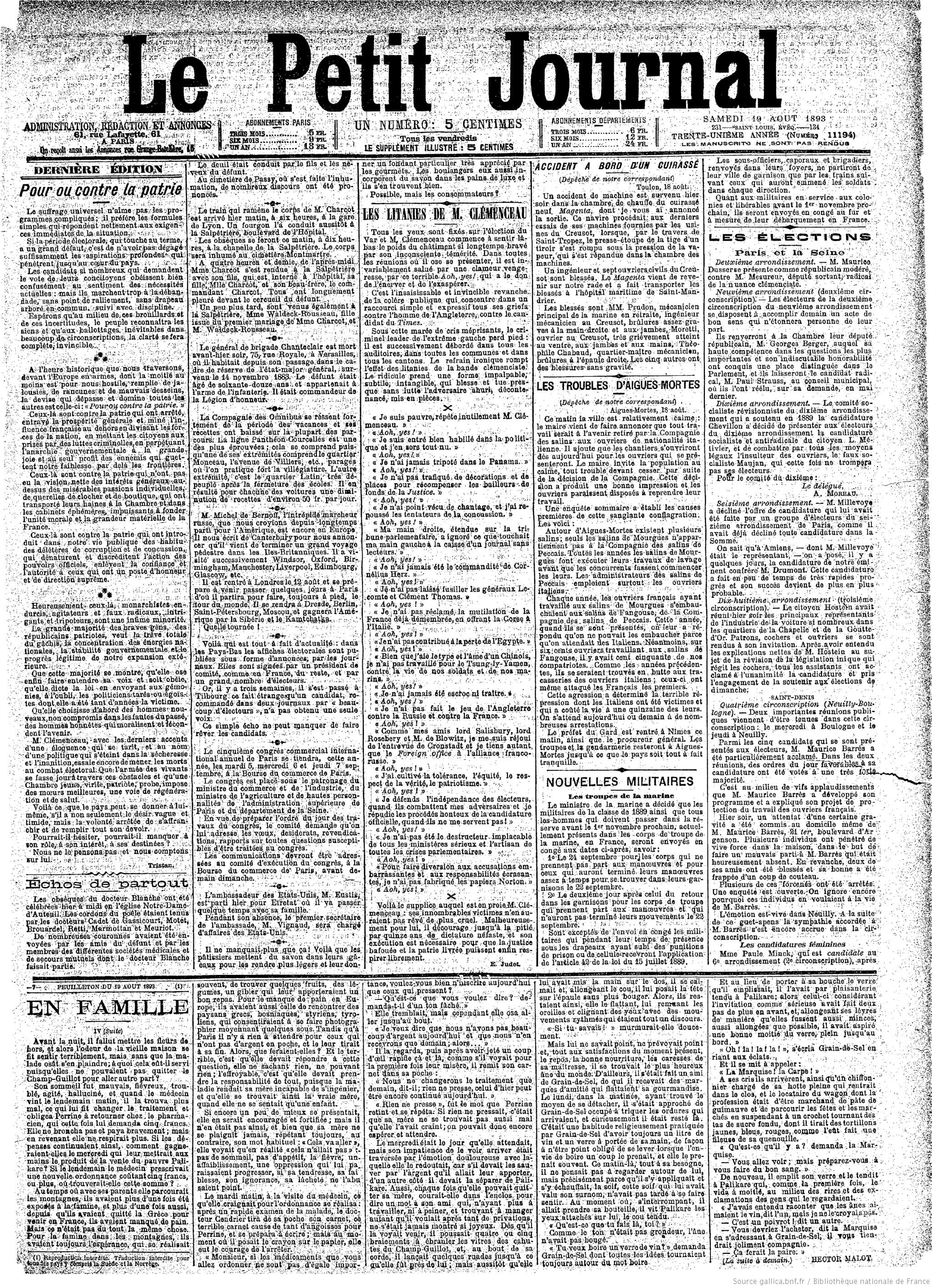
La « une » du Petit Journal du 19 août 1893, qui tire à l'époque au million d'exemplaires. Cliquez à répétition pour agrandir. Outre la diffamation en règle contre Georges Clemenceau (« Aoh, yes! »), le journal note la candidature de facto de Paule Minck, dans le 6e arrondissement de Paris pour les législatives de 1893. Page suivante, on lit : « après avoir fait, par deux fois différentes, sa déclaration de candidature, [elle] a reçu de M. le préfet de la Seine une déclaration officielle lui disant qu'il ne peut accepter sa déclaration, les femmes n'ayant pas les droits de citoyen.
Mme Paule Minck a décidé de passer outre et de faire quand même acte de candidat afin d'établir par des faits le principe de l'égalité de la femme.
Hier soir, en effet, dans une réunion électorale tenue salle Octobre, l'assemblée, très nombreuse, a acclamé la candidature de protestation de la citoyenne Paule Minck. »

La Troisième République se caractérise en France par la constitution d’organisations féministes réformistes, plus durables et structurées, autour de collectifs et d'une presse militante durables, à l'initiative en particulier de la romancière André Léo et du journaliste Léon Richer, avant de se féminiser davantage, notamment avec Hubertine Auclert qui promeut d'autres modes d'action tels que la grève de l'impôt tant que les femmes ne pourront pas voter, ainsi que de nouvelles revendications comme l'accès à la pratique sportive, la lutte contre l'alcoolisme et la prostitution ou de façon plus minoritaire chez des féministes radicales comme Nelly Roussel et Madeleine Pelletier la contraception, l'avortement et la liberté sexuelle. Il est à noter qu'à la différence des suffragettes britanniques, qui n'hésitaient pas à utiliser la violence et participer à des actions illégales, les mouvements féministes français restent soucieux d'employer des moyens « légaux et respectables ». Cette nouvelle vague de mobilisations succède à celle qui eût lieu lors de la Commune (1871), avec des figures célèbres telles Louise Michel.
Maria Deraismes et l'écrivain Léon Richer (notamment auteur de Le Droit des femmes) fondent le 16 avril 1870, l'Association pour le droit des femmes, présidée par Victor Hugo. La Société pour l'amélioration du sort de la femme, présidée ici par Maria Deraismes voit le jour en 1878 ; la Ligue française pour le droit des femmes, d’orientation modérée, est créée en 1882 par Léon Richer. Le Droit des femmes, le premier groupe suffragiste, est créé en 1876 par Hubertine Auclert (qui est la première activiste à utiliser le mot « féminisme »), augmenté le 13 février 1881 par le journal La Citoyenne. En 1891, la Fédération française des sociétés féministes marque l’entrée du terme « féminisme » dans le vocabulaire militant. Le journal La Fronde, créé par Marguerite Durand est le premier « quotidien entièrement rédigé, imprimé et vendu par des femmes ». Avant 1914, on compte environ soixante associations féministes.
Le Conseil national des femmes françaises (CNFF), fondé dans le sillage de la loi sur les associations de 1901, se veut apolitique et laïque. Ses militantes, issues principalement de la bourgeoisie, sont des républicaines, des socialistes ou/et des protestantes, initiées à l’action publique à travers les activités sociales et philanthropiques : c'est une section du Conseil international des femmes (fondé en 1888) et il fédère plusieurs associations en les laissant pourtant autonomes. L'Union française pour le suffrage des femmes fédèrent en 1909 les féministes favorables au droit de vote des femmes.
Refusant l’activisme des suffragettes britanniques (hormis Hubertine Auclert et Caroline Kauffmann, qui « perturbent les séances de l'Assemblée nationale »), ces grandes fédérations réformistes entendent prouver la responsabilité des femmes et s’intègrent dans le modèle républicain en tissant des liens avec le monde politique masculin (le Parti radical notamment), avec l’objectif d’influer sur l’activité législative. Néanmoins, le 1er juillet 1901 a lieu la proposition du premier projet de loi accordant le droit de votes féminin (célibataires, veuves ou divorcées mais pas mariées) et, le rapport Buisson du 16 juillet 1909 déclarer proposer l'élection et l'éligibilité des femmes dans les mêmes conditions que les hommes. Des hommes politiques de gauche (Jean Jaurès, Marcel Sembat, René Viviani ou Fernand Buisson) et de droite (Louis Marin) sont sensibles aux revendications des féministes et soutiennent leurs démarches. Une manifestation pour le suffrage féminin a lieu le 3 mai 1908 ainsi que le 5 juillet 1914 (il s'agit de la plus grande manifestation féminine de l'histoire Française, qui réunit environ 6 000 personnes. Sont présentes notamment Marguerite Durand, Caroline Kauffmann, Séverine, Marguerite de Witt-Schlumberger, la présidente de l'Union française pour le suffrage des femmes et Lydie Martial, la présidente de la Société pour l'amélioration du sort de la femme). Aux élections législatives de 1910, 20 femmes se présentent, comptabilisant jusqu'à 27 % des voix dans une circonscription, mais qui comptent comme nulles. Un plébiscite féminin est organisé par des féministes en avril 1914 et recueille 505 972 « oui » en faveur du vote féminin.
On distingue néanmoins un « féminisme modéré », concentré sur les affaires sociales, d'un « féminisme radical », qui réclame des droits égaux avec les hommes, lui-même différent d'un féminisme chrétien. En 1913, Raymond Poincaré président de la République reçoit au palais de l'Élysée des déléguées du Xe Congrès international des femmes (créé en 1888 aux États-Unis) et lui soumettent des propositions pour faire avancer les droits politiques et juridiques des femmes. Il convient de reconnaître certaines avancées dans les droits des femmes : elles peuvent devenir avocates à partir de 1899 et disposer librement de leur salaire tout en étant mariées à partir de 1907.
Par la loi du 9 avril 1881, les femmes mariées peuvent faire des dépôts et des retraits dans les caisses d'épargne ; par celle du 20 juillet 1886, elles peuvent se constituer une retraite auprès de caisses spécialisées ; et enfin, par celle du 13 juillet 1907, elle peut exercer une profession non liée à celle de son époux et disposer librement de son salaire. Dès 1875, les femmes de la bourgeoisie peuvent travailler au sein de la fonction publique. Le 30 juin 1899, la Chambre des députés autorise les femmes à devenir avocates (par 319 voix contre 114), ce que le Séant approuve le 13 novembre 1900.

### Première Guerre mondiale

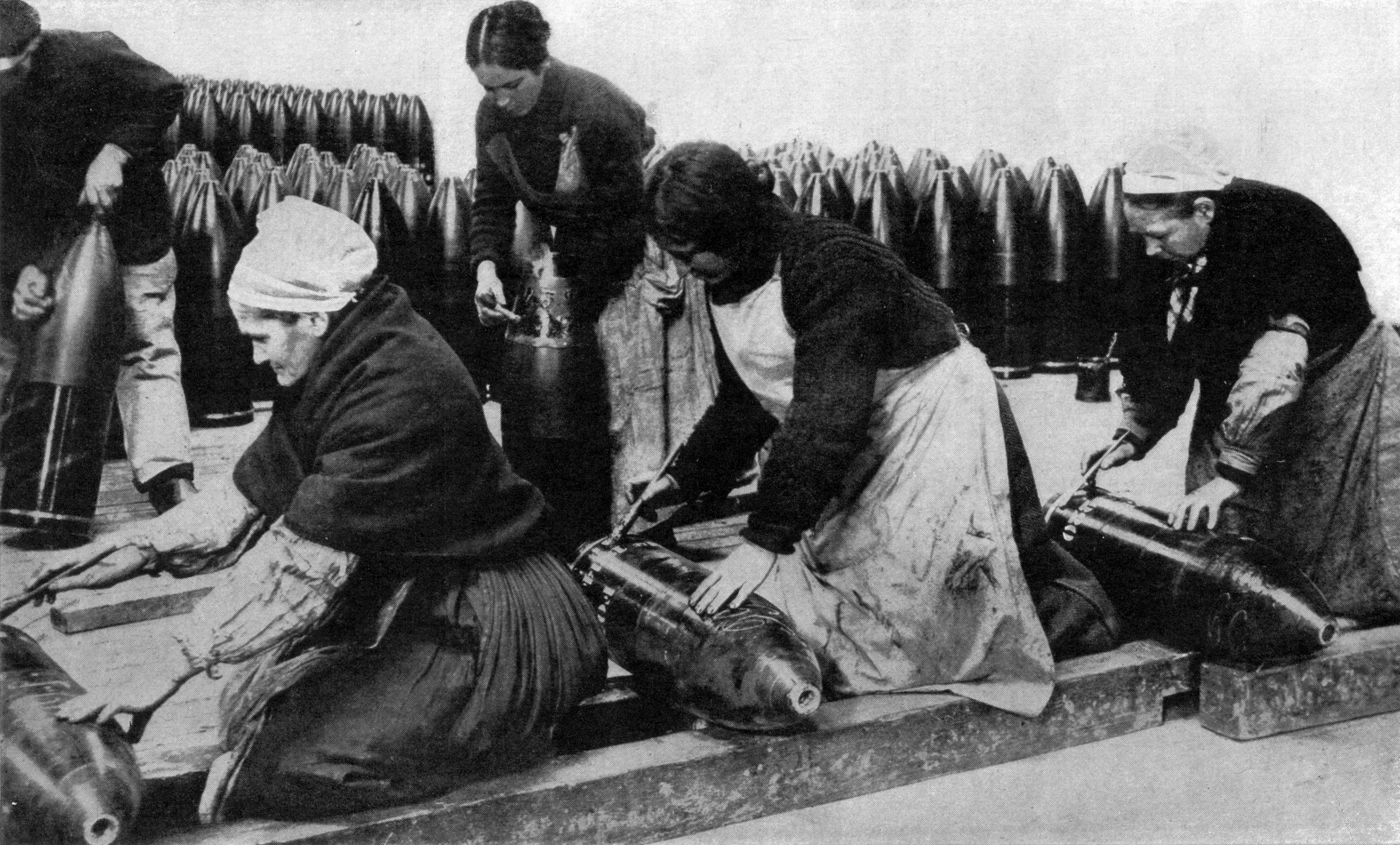
Femmes de tous âges fabriquant des obus, France, 1917.

Durant la Première Guerre mondiale, la grande majorité des organisations féministes en France soutient l’effort de guerre : « dès la déclaration de guerre, les féministes se rallient à l'union sacrée et remettent à plus tard leurs revendications pour se consacrer à leurs devoirs de « braves Françaises », multipliant les œuvres sociales ». Certaines espèrent tirer parti de ce loyalisme. Par ailleurs, les efforts requis par la guerre totale conduisent les femmes à remplacer les hommes dans les usines, et ainsi à accéder au monde du travail. Ce changement conduira, dans les années folles du début de l'entre-deux-guerres, certaines femmes, appartenant toutefois à une élite artistique ou intellectuelle, à s'affranchir. La majorité des femmes est cependant reconduite aux fourneaux à la fin de la guerre.
Les milieux socialistes, et leurs organisations féminines, se sont également rangés derrière leurs nations respectives. Des voix discordantes se font néanmoins entendre : en France, Hélène Brion, Madeleine Vernet ou Louise Saumoneau. Cette dernière est présente en mars 1915 à la Conférence internationale des femmes socialistes, qui réunit à Berne (Suisse), à l’initiative de Clara Zetkin, les militantes restées fidèles à l’internationalisme.
Le 7 août 1914, les femmes sont ainsi appelées à travailler par le chef du gouvernement Viviani. Dans les villes, celles qui fabriquent des armes dans les usines (comme les usines Schneider au Creusot) sont surnommées les « munitionnettes ». Les femmes auront fabriqué en quatre ans 300 millions d’obus et plus de 6 milliards de cartouches [réf. nécessaire]. Désormais, les femmes distribuent aussi le courrier, s’occupent de tâches administratives et conduisent les véhicules de transport. Le 3 juin 1915 leur est reconnue l'autorité paternelle en l'absence du-dit père.
Par ailleurs, une allocation aux femmes de mobilisés est prévue. À titre d'exemple, dans le Pas-de-Calais, une allocation principale de 1,25 francs (portée à 1,50 F le 4 août 1917), avec une majoration de 0,50 F en 1914, portée à 1F le 4 aout 1917) est versée aux femmes d'appelés. 171 253 demandes avaient été examinées par les commissions cantonales au 31 juillet 1918, pour plus de 115 000 bénéficiaires retenus, soit une dépense mensuelle de 6 millions de francs environ du 2 aout 1914 au 21 juillet 1918. Les œuvres de guerre et divers mouvements de solidarités complètent le dispositif.
Dans les campagnes, les femmes s’attèlent aux travaux agricoles. Beaucoup de jeunes femmes s’engagent comme infirmières, assistant les médecins qui opèrent sur le champ de bataille. Certaines sont marraines de guerre : elles écrivent des lettres d’encouragement et envoient des colis aux soldats, qu’elles rencontrent parfois lors de leurs permissions.
Avec la Grande guerre, les femmes ont ainsi fait les premiers pas sur le chemin de l’émancipation. Mais pour beaucoup, l’après-guerre a constitué un retour à la normale et aux valeurs traditionnelles. En 1921, les femmes au travail en France n’étaient pas plus nombreuses qu’avant 1914 [réf. nécessaire]. Certaines ont toutefois atteint un niveau de responsabilité inédit. Environ 700 000 veuves de guerre deviennent d’ailleurs des chefs de famille. Contrairement à d'autres pays, comme l'Allemagne, les États-Unis ou la Turquie, les femmes n'obtiennent pas le droit de vote en France. Le mouvement féministe, ignoré par Jaurès dans son Histoire socialiste de la Révolution française, se voit consacré par certains historiens, avec l'Histoire générale du féminisme (1921) de Léon Abensour ou Les femmes pendant la Révolution (1931) de Jeanne Bouvier.
En 1916, le député Maurice Barrès propose de donner le droit de vote aux veuves et mères de soldats morts durant la Grande Guerre : il intitule son projet le « suffrage des morts ».

### L'action suffragiste

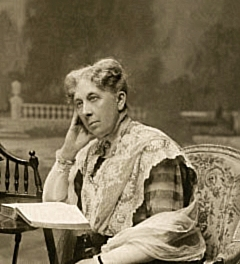
Marguerite de Witt-Schlumberger.

Organisé en plusieurs associations, de taille parfois importante, le mouvement suffragiste français n'atteint cependant pas les dimensions de son homologue britannique. Réticent à recourir à l'action directe, il n'adopte pas non plus les méthodes radicales qui ont fait la renommée des « suffragettes » outre-Manche.
Les deux principales organisations d'orientation réformiste qui mènent la lutte pour le droit de vote des femmes sont l'Union française pour le suffrage des femmes (U.F.S.F.) créée à Paris en 1909 et dirigée de 1924 à 1946 par Cécile Brunschvicg, et la Ligue française pour le droit des femmes, dirigée par Maria Vérone. Ces deux grandes fédérations féministes, composées pour l'essentiel de femmes issues de la bourgeoisie parisienne, cherchent à étendre le réseau de leurs soutiens au sein des organisations politiques masculines mais surtout en province où leur implantation est moins importante. Les meetings, organisés dans les mairies ou les écoles, sont le principal instrument de cette propagande qui touche en majorité les classes moyennes et supérieures, ainsi que notables locaux. Les conférencières se recrutent pour l'essentiel parmi les avocates, déjà familières de la prise de parole en public. Les plus inexpérimentées se forment via des ateliers qui enseignent la technique de l'art oratoire et affinent la rhétorique suffragiste. Certaines considèrent que ces modes d'action sont insuffisants pour toucher un public plus large, qui n'a pas accès aux « idées nouvelles » concernant les femmes. Ainsi de Marthe Bray qui organise en 1926 un tour de France suffragiste qui vise « le public des marchés, des fermes, des petits pays, des humbles en un mot ».
Certaines organisations, comme le Conseil National des Femmes Françaises, mènent campagne de manière fictive en présentant des candidates aux élections municipales de 1925 à Paris (sur les 80 candidates, 10 sont « élues », mais leurs voix sont rapidement invalidées). D'autres militantes, comme Jane Némo à Paris, utilisent des hommes de paille pour se présenter indirectement aux élections et prendre place dans les réunions électorales. Les moyens dont disposent les grandes fédérations leur permettent de mener des campagnes de grande ampleur : pour les élections municipales de 1929, l'UFSF distribue ainsi deux millions de tracts et 50 000 affiches sur l'ensemble du territoire. Néanmoins, à ces mêmes élections, le Parti communiste place des femmes à des positions éligibles sur ses listes de la banlieue parisienne : des femmes sont donc élues, siègent même, mais leur élection est rapidement invalidée par les tribunaux concernés. En 1920, si l'opposition à l'avortement se solde par une interdiction légale de le défendre, les femmes peuvent adhérer à un syndicat sans en référer à leur époux. Le code la famille de 1939 condamne toujours l'avortement ; la féministe Madeleine Pelletier, qui s'en fait l'avocate, est incarcérée. Une prime à la première naissance est instaurée. Néanmoins, les associations féministes ne sont en général pas favorables à l'avortement et saluent les lois de 1920 et de 1923.
Les manifestations de rue ne sont envisagées qu'avec circonspection et n'atteignent jamais des proportions en mesure de troubler l'ordre public. Parfois, les militantes manifestent en voiture ou sur des chars, en brandissant des pancartes. Ces modes d'action déclenchent la réaction immédiate des autorités qui s'opposent à la tenue des manifestations et procèdent régulièrement à des arrestations. L'immobilisme du Sénat provoque les réactions les plus audacieuses. Les troubles se multiplient pendant l'année 1928 où la Chambre Haute refuse d'examiner la proposition de loi votée par l'Assemblée nationale. Des militantes portant pancartes, dont le nombre excède cependant rarement la dizaine, font le pied de grue dans le jardin du Luxembourg à chaque nouvelle séance ; elles sont régulièrement arrêtées et conduites au poste de police. En 1932, Jane Valbot interrompt à deux reprises, en janvier et en février, une séance du Sénat en lançant des tracts dans l'arène et en s'enchaînant à l'un des bancs. En 1934, la journaliste Louise Weiss tente de renouveler le répertoire d'action féministe en s'inspirant des suffragettes britanniques. Sa marque de fabrique est l'action d'éclat à destination de la presse, lors des grands événements sportifs ou des élections. Mais son activisme est de courte durée : en juillet 1936, elle se retire de la « scène suffragiste ».
Les arguments universalistes, élaborés de longue date et déjà ressassés avant 1914, continuent de constituer le fond commun du discours suffragiste. Ils s'appuient sur la tradition républicaine et les droits de l'homme pour justifier l'avènement d'un suffrage « véritablement universel » qui n'exclurait pas la moitié de l'humanité des droits politiques. Les arguments de nature différentialiste gagnent toutefois du terrain pendant cette période. Est ainsi avancée l'idée que les femmes, en votant, seront en mesure de faire valoir leur point de vue et les qualités qui leur sont traditionnellement attribuées pour améliorer le fonctionnement des institutions, soit en les moralisant, soit en portant l'attention sur les « problèmes d'éducation, d'hygiène, de santé physique et morale, d'habitation… ».
Les partis de gauche s'inquiètent, car ils sont d'une part partagés entre la défense de leur émancipation et le risque de voir les femmes en potentiel électorat de droite. Dès le 13 juillet 1919, le pape Benoît XV avait appelé à l'instauration du suffrage féminin, par humanisme chrétien tout autant qu'armé de la conviction que les femmes sont plus portées à la piété et à un vote catholique et conservateur. Ainsi, la SFIO diffuse la position officielle de la IIe Internationale, notamment explicitée par la communiste allemande Clara Zetkin en 1907, à la première conférence internationale des femmes socialistes organisée à Stuttgart (Empire allemand), qui déclare : « les femmes socialistes ne doivent pas s'allier aux féministes de la bourgeoisie », marquant une nette césure avec celles qu'elle pense dévolue aux autres partis que ceux membres de l'Internationale. Mais la position de l'Église catholique fait avancer les choses, dans la mesure où, par des associations, elle arrive à fédérer un nombre important de femmes, par l'Union féminine civique d'Andrée Butillard et l'Union nationale pour le vote des femmes de Mme Levert-Chotard. Les Croix-de-Feu, un groupe nationaliste, est partisan de l'instauration du droit de vote des femmes, et du vote familial. En 1939, cette dernière association compte 100 000 membres. D'autres progrès sont faits dans l'entre-deux-guerres vers l'égalité entre hommes et femmes, comme leur accession aux chambres de corporation et aux syndicats ainsi que les mêmes salaires que les hommes pour les institutrices (1919) et les postières (1939). « Un baccalauréat féminin est créé en 1919 ; en 1924, il ne se différencie plus de celui des hommes ».

### Parlement et gouvernement

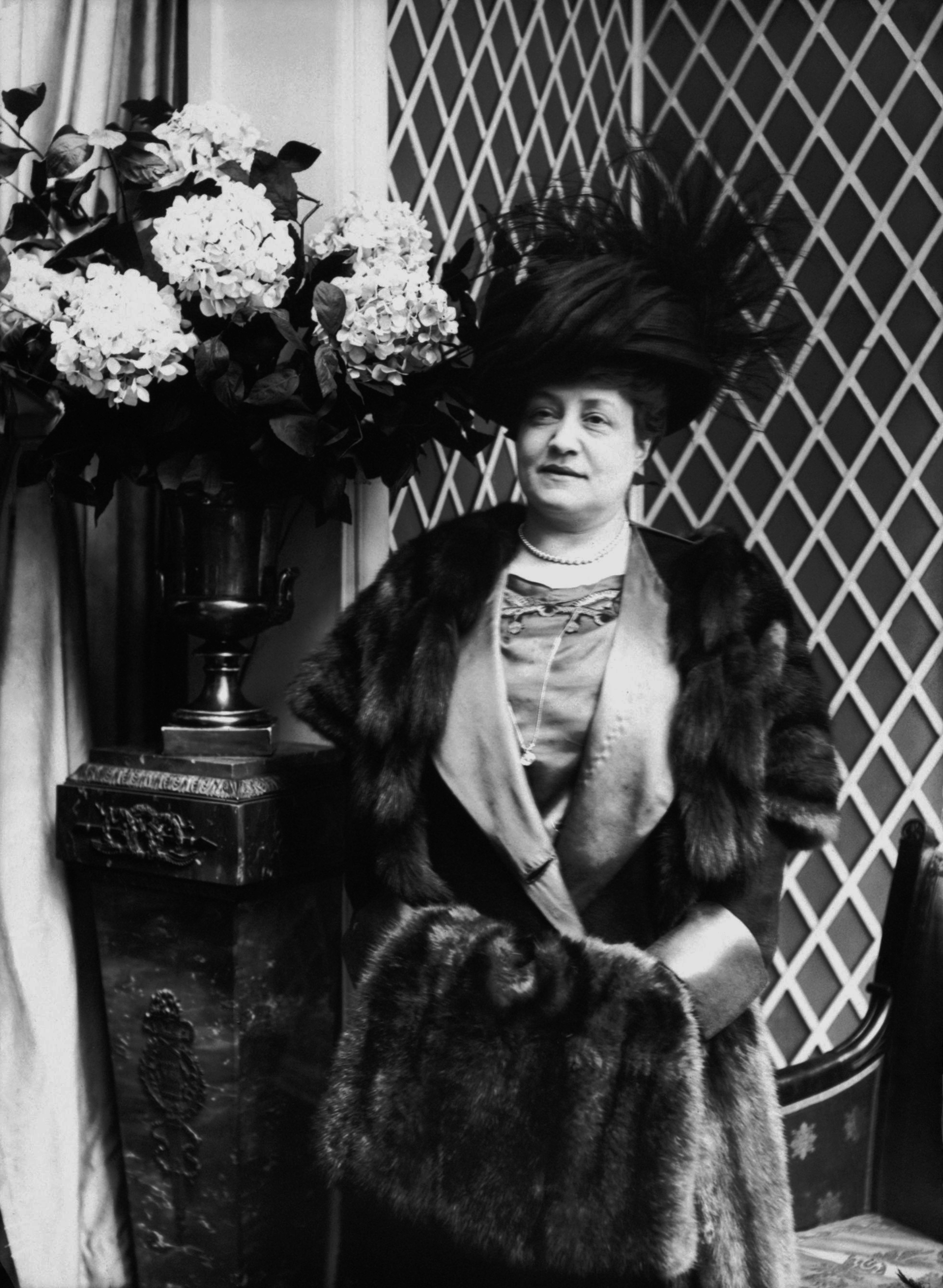
La féministe Marguerite Durand en 1910.

Les féministes réformistes cherchent à imposer le thème du vote des femmes sur l'agenda politique, cultivant les relations qu'elles ont pu nouer avec les hommes qui soutiennent leur cause dans les partis politiques. Les élections sont l'occasion de faire valoir leur point de vue. Les femmes votent depuis 1917 en URSS, 1918 en Royaume-Uni (à partir de 30 ans), 1919 en Allemagne, et 1920 aux États-Unis. En 1906 déjà, le député Paul Dussaussoy dépose la première proposition de loi tendant à reconnaître le droit de vote des femmes en commençant par les élections locales. En 1919, les féministes françaises réussissent à obtenir un accord de principe de l'ensemble des partis sur le suffrage féminin, à l'exception de l'Action française. Accord qui restera lettre morte. Avec une large majorité (329 pour et 95 contre), le droit de vote des femmes est voté par la Chambre des députés, le 20 mai 1919. Le 21 novembre 1922, par 156 voix contre 134, le Sénat refuse d'examiner cette proposition de loi. Dès sa fondation en 1920, après le congrès de Tours, le Parti communiste français accepte les militantes au sein d'une section féminine, mais leur nombre décroît rapidement : l'historienne Sylvie Chaperon note que « avec la bolchevisation, [les] expulsions et démissions ont vite raison de ce bref compagnonage ». Lors des élections municipales de mai 1925, le PCF décide de présenter des femmes en position éligible sur ses listes. Joséphine Pencalet est l'une des premières femmes à être élue membre d’un conseil municipal dans la ville de Douarnenez.  Quelques mois après son élection, le Conseil d'État annule son élection, les femmes n’ayant alors ni le droit de vote, ni le droit de se présenter aux élections,. 
En 1924, le Parti radical accepte les femmes dans ses rangs (par exemple Marcelle Kraemer-Bach), un choix paradoxal puisque le parti est majoritaire au Sénat et y bloque les votes concernant le suffrage féminin, estimant que si on donnait aux femmes ce droit, elles voteraient surtout pour les partis liés à l'Église catholique. Marguerite Durand intègre également le Parti républicain socialiste, et Germaine Poinso-Chapuis le Parti démocrate populaire. L'historienne a cependant bon de rappeler que ces adhésions, pour ces femmes, « mettent un sérieux bémol à leur féminisme ». Certains hommes politiques (dont 440 députés en 1923) songent à développer le principe du vote familial.
Une nouvelle proposition de loi concernant le vote des femmes aux élections municipales et cantonales est approuvée par la Chambre des députés en avril 1925. Une résolution législative est adoptée le 12 juillet 1927, qui « invite le gouvernement à hâter, devant le Sénat, la discussion du projet de loi voté par la Chambre des députés concernant le suffrage des femmes aux élections municipales » ; ils la renouvelle le 31 mars 1931 ainsi qu'en 1935, mais le Sénat refuse toujours de mettre ce débat à l'ordre du jour. La même chose se produit en juin 1936 ainsi qu'un juillet 1936, mais le gouvernement s'abstient et le Sénat n'inscrit même pas le texte voté à l'ordre du jour.
Après la crise de 1929 et ses conséquences, les revendications féministes et leur écho sont moins évident : on préfère ainsi réserver les emplois restant aux hommes et se concentrer sur l'essentiel.

### Front populaire: les femmes entrent au gouvernement
Lors du Front populaire, le 5 juin 1936, le président du Conseil Léon Blum nomme dans son premier gouvernement trois femmes au poste de secrétaires d'État : Cécile Brunschvicg à l'Éducation nationale, Suzanne Lacore à la Protection de l'Enfance et Irène Joliot-Curie à la Recherche scientifique. Les deux premières restent en poste jusqu'au 21 juin 1937, la dernière ayant démissionné trois mois après sa nomination pour des raisons de santé. Il s'agit alors surtout de contenter les féministes, Blum ayant finalement refusé d'aider à faire pression sur la Chambre en raison de son alliance avec le Parti radical ; cela n'échappe pas à certaines féministes comme Louise Weiss qui découragées, abandonnent un temps leur lutte. En réalité, les trois membres du gouvernement sont limitées : leur vote ne compte pas au conseil des ministres et le ministre de tutelle de chacune exerce une forte dépendance. En 1938, l'incapacité civile de la femme mariée, en place depuis 1804, est abolie et les femmes peuvent désormais servir dans l'armée française.

## Régime de Vichy
Sous le régime de Vichy, les femmes sont clairement assignées à un rôle de femmes au foyer et de mères exemplaires. Néanmoins, l'État les considère comme « un pivot du retour aux valeurs traditionnelles et familiales ». Dans le souci d'une nouvelle politique démographique, les mères de familles nombreuses sont honorées : le maréchal Pétain est en effet le parrain officiel des familles de 15 enfants, auxquels il envoie des cadeaux (« une photographie et une timbale en métal argenté »). Bien qu'existe une discrète Journée des mères depuis 1928, le régime de Vichy les développe fortement, chaque dernier dimanche du mois de mai, autour de messes organisées pour l'occasion ainsi qu'un discours du chef de l'État et une distribution de médailles aux mères ayant un nombre élevé d'enfants (dix enfants correspondent à une médaille d'or).

## IVeetVeRépublique

### Obtention du droit de vote
La France libre a installé à Alger, depuis le 17 septembre 1943, une Assemblée consultative provisoire dont les membres ne sont pas élus mais nommés, et appelés « délégués ». Une femme en fait partie, Marthe Simard, qui siège du 20 octobre 1943 au 25 juillet 1944 (Lucie Aubrac, nommée mais n'ayant pu se déplacer en Algérie, sera remplacée par son mari Raymond Aubrac). Alors qu'à partir du 7 novembre 1944, l'Assemblée consultative siège désormais à Paris, 16 femmes font partie de cette nouvelle assemblée Lucie Aubrac, Madeleine Braun, Gilberte Brossolette, Marie Couette, Claire Davinroy, Andrée Defferre-Aboulker, Alice Delaunay, Martha Desrumeaux, Annie Hervé, Marie-Hélène Lefaucheux, Mathilde Gabriel-Péri, Pauline Ramart, Marthe Simard, Marie-Claude Vaillant-Couturier, Marianne Verger et Andrée Viénot.
L'article 17 de l'ordonnance du 21 avril 1944 accorde le droit de vote aux femmes : après d'âpres discussions parlementaires à l'Assemblée consultative d'Alger, il s'agit alors surtout, pour le général de Gaulle, « de rompre avec la IIIe République honnie, de prouver aux alliés son attachement à la démocratie et sans doute aussi de contrer l'avancée des communistes ». Elles votent pour la première fois aux élections municipales d'avril 1945, pour la seconde aux élections cantonales de septembre 1945 (où sont élues 39 conseillères générales) ; le premier scrutin national auquel elles participent sont les élections législatives d'octobre 1945 (33 femmes deviennent députées, 16 du PCF, 6 de la SFIO, 8 du MRP, une de l'Union républicaine et résistante, une de le République populaire et paysan et une de l'Union républicaine) : bien qu'il n'y ait pas de « vote féminin », on remarque une certaine tendance à se diriger vers le MRP. On compte 6 femmes et 1 024 hommes parmi les compagnons de la Libération. La Constitution du 27 octobre 1946 consacre l'égalité entre les hommes et les femmes dans son préambule : « la loi garantit à la femme, dans tous les domaines, des droits égaux à ceux de l'homme ». Si le droit de vote aux femmes françaises arrive tard en comparaison des autres pays européens, il n'en demeure pas moins qu'avec plus de 5 % de députées élues à la première élection législative, la France compte un des Parlements les plus féminisés de son époque, en comparaison avec certaines assemblées nationales de pays scandinaves. Les femmes peuvent également accéder à la magistrature et la prostitution réglementée est finalement interdite. En 1948, la Déclaration universelle des droits de l'homme reconnaît l'égalité entre les deux sexes.

### L'accession des femmes aux postes de pouvoir

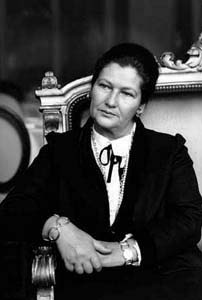
Simone Veil, ministre de la Santé entre 1974 et 1979 et Ministre d'État, ministre des Affaires sociales, de la Santé et de la Ville entre 1993 et 1995.

Préalable souvent indispensable à l'accès au pouvoir, le parcours des femmes au sein des instances des différents partis constituant la scène politique française s'étoffe lentement à l'image par exemple des mouvements gaullistes
Andrée Viénot est la première femme membre d'un gouvernement de la IVe République, sous-secrétaire d'État à la Jeunesse et aux Sports, dans le premier gouvernement Georges Bidault : elle reste en poste du 18 décembre 1946 au 16 janvier 1947. Entre le 24 novembre 1947 et 19 juillet, Germaine Poinso-Chapuis, ministre de la Santé publique et de la Population au sein du premier gouvernement Schuman est la première femme ministre de plein exercice, et la seule de toute la IVe République. Aucune femme ne siège au gouvernement jusqu'en 1957, lorsque Jacqueline Thome-Patenôtre devient sous-secrétaire d'État à la Construction et au Logement au sein du gouvernement Bourgès-Maunoury entre le 17 juin et le 6 novembre 1957. Sous la présidence de Charles de Gaulle, seulement deux femmes entrent au gouvernement, Nafissa Sid Cara de 1959 à 1962 en tant que secrétaire d’État chargée des questions sociales en Algérie et Marie-Madeleine Dienesch à partir de 1968 en tant que secrétaire d'État à l’Éducation nationale puis aux Affaires sociales.
C'est le président de la République Valéry Giscard d'Estaing qui le premier amorce un changement. Dans sa conception de la politique, qu'il veut moderne et sur laquelle il a fait campagne, il entend les revendications féminines et nomme ainsi des femmes ministres, comme Simone Veil à la Santé, ou à la tête d'institutions (Jacqueline Baudrier comme PDG de Radio France) ; elles ont la particularité d'appartenir à la société civile, alors que François Mitterrand, lors de son premier mandat de président, fera (du moins au départ), plus appel à des femmes politiques de terrain qu'à des technocrates (comme l'énarque Ségolène Royal en tant que conseillère). Il est à noter que sauf Gisèle Halimi et Anne Zelensky, beaucoup de féministes ne défendent pas l'accession des femmes à ces postes, se posant volontiers à l'extrême-gauche et refusant de marcher dans le sens de la politique parlementaire et ministérielle. En 1974 est créé un secrétariat d'État à la condition féminine, qu'occupe Françoise Giroud entre juillet 1974 et août 1976 au sein du premier gouvernement Chirac, où elle lance « cent une mesures » en faveur des femmes (mise en place de droits propres pour les femmes, lutte contre les discriminations, ouverture des métiers dits masculins, etc). En 1981, est créé un ministère des Droits des femmes, qu'occupe Yvette Roudy. Une circulaire de 1986 publiée au Journal officiel recommande de féminiser les noms de métiers ainsi que les grades.

### De nouvelles revendications
La loi du 13 avril 1946 (ou « loi Marthe Richard ») consacre la fermeture des maisons closes. Dès 1949, Le Deuxième sexe de Simone de Beauvoir met en avant les inégalités hommes-femmes mais dans un contexte houleux où l'Église catholique, comme le Parti communiste, promeuvent un modèle féminin lié à la maternité et à l'importance du foyer (ces deux piliers de la vie sociale feront évoluer leur corpus idéologiques au début des années 1960) et où les mouvements féministes sont marginalisés. En 1956 est fondée la Maternité heureuse, qui devient en 1960 le Mouvement français pour le planning familial. La lutte pour le droit des femmes s'amplifie après mai 68, devenant un des leviers principaux de la révolution sexuelle. Ainsi, la lutte pour le droit à la contraception (loi Neuwirth de 1967) et à l'avortement (procès de Bobigny en 1972 où Gisèle Halimi défend et arrive à la relaxe d'une mineure, Marie-Claire Chevalier, qui a avorté après avoir été violée, fondation du Mouvement pour la liberté de l'avortement et de la contraception (MLAC) en 1973, Manifeste des 343, loi Veil de 1975 qui autorise pour une durée de 5 ans l'interruption volontaire de grossesse ; cette autorisation provisoire ne marque donc pas la fin de la mobilisation) est portée par divers groupes, dont en particulier le Mouvement français pour le planning familial, fondé en 1960 et qui travaille en coopération avec la CFDT - les syndicats commencent à peine à se consacrer à ces questions - et le Mouvement de libération des femmes (MLF). En 1956, Évelyne Sullerot, Marie-Andrée Lagroua Weill-Hallé et le docteur Pierre Simon, fondent le mouvement Maternité heureuse, qui devient en 1960 le Planning familial. Par la loi du 13 juillet 1965, la femme mariée peut disposer librement de ses biens.
Le 26 août 1970 a lieu une manifestation sous l'Arc de triomphe de Paris ; une gerbe est déposée pour la « femme du soldat inconnu ». Le Mouvement de libération des femmes (MLF) apparaît dans l’espace public. Le 4 juin 1970, les mères deviennent chef de famille au même titre que les pères ; le texte de loi dispose ainsi que « les deux époux assurent ensemble la direction morale et matérielle de la famille ». À partir de 1975, la femme ne risque plus trois ans d'emprisonnement en cas d'adultère. Aussi, l'ONU déclare 1975 « année de la femme ». Comme pour les garçons, une loi de 1975 fait baisser l'âge de la majorité civile des filles de 21 à 18 ans. La loi du 11 juillet 1975 réintroduit le divorce par consentement mutuel, fugacement apparu sous la Révolution de 1789 et supprime le délit d'adultère. En 1982, le 8 mars devient officiellement en France la journée de la femme. La loi Roudy du 13 juillet 1983 instaure pénalement l'égalité professionnelle entre hommes et femmes ; elle est renforcée par la loi Génisson du 9 mai 2001. Une circulaire datée du 11 mars 1986 préconise la féminisation des noms de métier et de fonction, à la suite des travaux d'une commission mise en place par la ministre Yvette Roudy. En juillet 1992, Hélène Carrère d'Encausse, Simone Veil et Françoise Gaspard écrivent à François Mitterrand pour lui demander de forcer les choses pour que des femmes soient admises au Panthéon (Sophie Berthelot y repose depuis 1907, mais seulement en qualité d'épouse de Marcelin) ; c'est chose faite en 1995 avec l'entrée des cendres de la physicienne Marie Curie. Le 11 octobre 1993, une tribune est publiée au journal Le Monde, sous le titre de « Manifeste des 577 » (du nombre de députés) par des intellectuels hommes et femmes qui demandent la parité dans les assemblées locales et nationales.

### Le défi de la parité
En 1957, le traité de Rome déclare l'obligation pour les six États membres d'assurer l'égalité des salaires entre hommes et femmes. Le 18 novembre 1982, le Conseil constitutionnel rejette d'instaurer un quota de 25 % de femmes sur les listes de candidatures des élections municipales (en fait, la présence de 75 % de candidats du même sexe) : ce refus a été motivé chez certains par un principe d'égalité républicaine, qu'une loi sur la parité, paradoxalement, ne respecterait pas. Le 19 octobre 1995 est créé l'Observatoire de la parité, qui étudie les inégalités entre les sexes.
La législation concernant la parité dans les scrutins « à listes » prend forme à partir des années 2000. Une loi constitutionnelle promulguée le 8 juillet 1999 modifie l'article 4 en « la loi favorise l'égal accès des femmes et des hommes aux mandats électoraux et fonctions électives » et l'article 4 en « les partis et groupements politiques contribuent à la mise en œuvre de ce principe ». Une première loi dite « de parité », malgré l'absence de ce dernier mot dans les textes, est adoptée le 6 juin 2000 et oblige les partis politiques à inscrire dans leurs listes de candidats le même nombre d'hommes et de femmes, sous peine de sanctions financières. Cette loi est complétée le 31 janvier 2007 avec l'obligation pour les partis d'alterner sur leurs listes des candidats des deux sexes, en mode « A-B-A-B » ou « A-B » pour les scrutins ne présentant qu'un candidat et son suppléant, sous peine de sanctions financières encore plus lourdes ; cela concerne les élections municipales des communes de plus de 3 500 habitants. La loi de 2007 oblige également à instaurer une parité dans ces conseils municipaux ainsi que dans les conseils régionaux. Une dernière loi, adoptée le 16 décembre 2010 prévoit que « la dotation publique prend en compte le respect de la parité aux élections territoriales (à partir de 2014) ».
En 2005, la France figure au 85e rang des pays pour la représentation des femmes au parlement (21e sur 25 en Europe). Depuis les dernières élections législatives de 2007, la France figure au 58e rang mondial et au 13e rang en Europe pour la représentation des femmes au parlement. À la suite des dernières élections sénatoriales de septembre 2008, le pourcentage de sénatrices a progressé de six points, passant de 16 % à 22 %. Le Parlement (Assemblée nationale et Sénat) compte à présent près de 20 % d'élues.
En 2012 le gouvernement de Jean-Marc Ayrault (PS), Premier ministre de François Hollande, est le premier à respecter intégralement la parité hommes-femmes. Cette année-là, la France figure au 9e rang européen des pays pour la représentation des femmes au parlement[réf. nécessaire]. En effet, depuis les élections législatives, l'Assemblée nationale compte 155 femmes députées, soit 27 % des élus, ce qui constitue une augmentation de 33 % par rapport à la législature précédente qui comptait 116 femmes députées, même si la parité n'est pas encore acquise. À la suite des dernières élections sénatoriales de septembre 2011, le pourcentage de sénatrices est en revanche demeuré le même que lors des élections de 2008, soit 22 %. Le Parlement (Assemblée nationale et Sénat regroupés) compte à présent 25 % d'élues.
Cette même année a lieu à Paris, à l'instigation de la polytechnicienne Julia Mouzon, le Forum « Femmes & Pouvoir », une conférence de femmes politiques, qui rassemble pour la première fois des élues de toute la France, afin d'« encourager et d'inspirer les femmes dans leur vie politique ».
En 2013, le mode d’élection pour le scrutin cantonal est modifié pour les prochaines échéances de 2015 : afin d’instaurer une parité dans les conseils départementaux (anciens conseil généraux), chaque candidature sera composée d’un tandem homme-femme éligible à deux, dans un scrutin désormais majoritaire à deux tours binominal.
Depuis les élections sénatoriales de septembre 2014, 97 femmes siègent au Sénat, représentant 28 % des sénateurs.
En 2017, lors des dernières élections législatives, l'Assemblée nationale atteint un nombre record de femmes : 224, soit 39 % des députés.
Après les élections législatives de 2022, le nombre de femmes députées connaît un léger recul avec un pourcentage de 37 % d'élues. Mais pour la première fois dans l'histoire de l'Assemblée nationale, une femme la préside : Yaël Braun-Pivet. À noter également la nomination d'une femme Première ministre pour la première fois depuis trente ans : Élisabeth Borne.

### Femmes maires et conseillères municipales depuis 1947
Évolution du pourcentage de femmes maires et de conseillères municipales depuis les élections municipales de 1947 :
| Année                         | 1947  | 1953  | 1959  | 1965  | 1971  | 1977  | 1983 | 1989   | 1995   | 2001   | 2008   | 2014   |
| % de femmes maires            | 0,7 % | 0,8 % | 1 %   | 1,1 % | 1,8 % | 2,8 % | 4 %  | 5,5 %  | 7,5 %  | 10,9 % | 13,9 % | 16,0 % |
| % de conseillères municipales | 3,1 % | 2,9 % | 2,4 % | 2,4 % | 4,4 % | 8,3 % | 14 % | 17,2 % | 21,7 % | 33 %   | 34,8 % | 40,3 % |

Pour 2014, de par la loi du 17 mai 2013, la règle de la parité est abaissée des communes de 3 500 à celles de 1 000 habitants et ne s'impose donc pas dans les 26 878 communes les moins peuplées, qui représentent quand même 9,5 millions de Français. Dans ces communes, le taux de candidates n'est que de 35,4 % et de 17,1 % pour les femmes têtes de listes,. Le nombre de femmes maires passe à 16,0 %. Le taux de féminisation est le plus important dans les communes de moins de 3 500 habitants (16,3 %) pour baisser ensuite avec la taille de la commune ; il augmente à nouveau pour les communes de 100 000 habitants et plus (14,6 %, soit 7 femmes maires),dont pour la première fois Paris avec Anne Hidalgo.

## Inégalités femmes-hommes
Si d'indéniables progrès ont été faits depuis la seconde moitié du XXe dans l'accession des femmes aux fonctions politiques et aux postes de direction, des inégalités demeurent. À titre de comparaison, l'édition 2005-2006 Who's Who in France, qui liste les personnes qui comptent en France, en affirmant se fonder sur 4 critères : « la notoriété, l'honorabilité, le mérite et le talent [qui] contribuent à l'activité et au rayonnement de la France », ne compte que 11 % de notices de femmes.

### En politique
Malgré la loi de 2000, les partis politiques français peinent à présenter autant de femmes que d'hommes sur leurs listes, quitte à payer des pénalités financières. Ainsi, lors des élections législatives de 2002, où l'UMP présente 19,7 % de femmes sur ses listes, l'UDF 19,9 %, le PS et le PRG 34,6 % et le PCF 43,8 %, les partis politiques paient en tout 7 millions d'euros de pénalités.
En 2010, la part des femmes élues à l'Assemblée nationale est de 18,9 % alors que la moyenne européenne est de 24,15 % ; pour comparaison, la Suède en a 47 %, les Pays-Bas 41,3 %, la Finlande 40 %, l'Espagne 36,6 %, l'Allemagne 32,8 %, l'Italie 21,3 %, le Royaume-Uni 19,4 %, la Lituanie 19,1 % et en dessous, la Roumanie 11,4 %, la Hongrie 11,2 % et Malte 8,7 %. En 2009, la proportion de femmes élues en France au Parlement européen est de 44,4 %, alors qu'il était de 40,2 % en 1999, 21 % en 1989 et 22,2 % en 1979 (début de l'élection du Parlement au suffrage universel direct). Aux conseils régionaux, la proportion de femmes est de 48 % (902 femmes) en 2010, et était de 47,6 % en 2004, 27,5 % en 1998, 12,1 % en 1992 et 9 % en 1986. Au conseils généraux, elle est de 13,1 % (264 femmes) en 2008, et était de 8,6 % en 1998, 4,1 en 1988, 4,3 % en 1979, 1,3 % en 1970 et 1,1 % en 1961. Enfin, la proportion de femmes dans les conseils municipaux est de 35 % en 2008 (181 608 femmes), contre 21,7 % en 1995, 14 % en 1983, 4,4 % en 1971 et 2,4 % en 1959. En 2006, la France est au 84e rang mondial en termes de femmes élues à l'Assemblée nationale et 21e sur les 25 pays membres alors de l'Union européenne.
Alors qu'il y a 6,8 % de femmes élues députées en novembre 1946, on n'en compte plus que 1,4 % en 1958, la tendance remontant timidement à partir de 1978 (4,3 %) pour atteindre 10,9 % en 1997 et 19,9 % entre 2007 et 2011. Une partie de la baisse de ce pourcentage s'explique par le recul du PCF, qui a alors l'habitude de présenter bien plus de candidates femmes aux élections ainsi que de la réticence des autres partis politiques à présenter des femmes (que ce soit aux élections législatives de 1978 ou de 1981, les quatre partis de droite n'ont présentés que 8 % de candidates féminines, généralement dans des circonscriptions peu « gagnables » : « les femmes sont la plupart du temps bien moins nombreuses que parmi les candidats »). La baisse du nombre de femmes élues à partir de la fin des années 1950 s'explique selon la chercheuse Mariette Sineau par les institutions de la Ve République : alors que les scrutins de listes permettait sous la IVe l'élection de femmes non nécessairement placées en première position, le scrutin uninominal à deux tours des nouvelles règles législatives invite à élire une personnalité politique qui personnifie le pouvoir électif, et qui revient généralement pour Mariette Sineau aux notables locaux, souvent médecins, avocats ou notaire, et donc généralement des hommes. Si désormais, le nombre de femmes députées a augmenté, il n'en demeure pas moins que le cumul des mandats et la non-limitation dans le temps du nombre de mandat nuit également au renouvellement des postes, et ceci au détriment des femmes.
Les conseils régionaux sont les assemblées parlementaires les plus féminisées en France : de 27,5 % en 1998, elles sont de 47,6 % en 2004 (dont 51,2 % au en Martinique), ce grâce à la loi de parité de juin 2000 ; bien qu'une seule fois soit à cette dernière date à la tête d'un conseil général (Ségolène Royal pour Poitou-Charentes) et que seules 19 % des listes électorales étaient conduites par des femmes. En 2011, on compte deux femmes présidentes de conseils régionaux (Ségolène Royal, toujours pour Poitou-Charentes et Marie-Guite Dufay pour la Franche-Comté). Après les élections de 2015, on compte 47,8 % de femmes élues, trois d'entre présidant les nouvelles régions : Valérie Pécresse (LR) en Île-de-France, Marie-Guite Dufay (PS) en Bourgogne-Franche-Comté et Carole Delga (PS) en Languedoc-Roussillon-Midi-Pyrénées.
En 2014, la loi pour l'égalité réelle entre les femmes et les hommes renforce les pénalités financières pour les partis politiques et des décrets et ordonnances d'application étendent en 2015 les mesures de parité aux commissions et instances ministérielles, puis aux autorités administratives indépendantes, aux conseils d’administration des mutuelles et aux ordres professionnels.

### Dans la fonction publique
En 1984, les femmes forment 15 % des effectifs des cabinets ministériels.
En 2008, les femmes représentent 6,5 % des trésoriers-payeurs généraux, 9,9 % des préfets, 11 % des ambassadeurs, 16 % des chefs d'établissements membres du corps des directeurs d'hôpitaux et 19,6 % des directeurs d'administration centrale.
En 2011, la fonction publique compte 51,7 % de femmes mais elles occupent seulement 20,3 % des postes de directions : ainsi, seulement 10 % des préfets sont des femmes, et 11 % des ambassadeurs.

### En entreprise

#### Statistiques
Entre 1901 et 1930, on compte 7 millions de femmes salariées, contre 13 millions d'hommes ; dans l'entre-deux-guerres, elles sont 6,6 millions contre 12,7, en 1968 7,1 contre 12,7, en 1990 10,5 contre 13,5.
En 2009, le salaire mensuel net moyen d’un homme travaillant à temps complet s’élevait à 2 240 euros, tandis que celui d’une femme était de 1 834 euros, soit un salaire inférieur de 18,1 % à celui de son collègue masculin.
En 2012 l'OCDE établit qu'en France la différence de salaires entre femmes et hommes était quasiment nulle lorsqu'aucun enfant n'était présent dans la famille, et ce pour la tranche d'âge 25-44 ans occupant un temps plein. La différence s'établissait alors à 13% en défaveur des femmes-mères par rapport au hommes-pères lorsqu'un ou plusieurs enfants étaient présents dans le foyer. Cette différence aurait été de 9,5% en 2000[réf. souhaitée]
En 2016 le site d'offres d'emplois Glassdoor établit qu'à poste égal la différence de salaires entre femmes et hommes est quasiment nulle (0.4%) lorsque aucun enfant n'est présent dans la cellule familiale. En revanche, les femmes qui ont eu au moins un enfant gagnent 12,4 % de moins que les hommes.
Les secteurs dans lesquels les écarts de salaires entre hommes et femmes sont les plus élevés sont les activités financières (26,7 %), les services aux entreprises (20 %) et le commerce (17,1 %). Dans les entreprises de 10 à 49 salariés, l'écart est de 12,2 % et de 18,9 % dans les entreprises de 2 000 salariés ou plus. En 2006, seulement 4,5 % de femmes siègent dans les conseils d'administration de grandes entreprises. En 2011, selon l'observatoire Ethics & Boards, on en compte désormais 20,62 % au sein des entreprises du CAC 40. La loi Copé-Zimmermann, adoptée en mars 2011, leur imposait pour 2014 20 % de femmes membres. Néanmoins, on relève qu'un tiers de ces administratrices sont non françaises (alors que pour les hommes, seulement 26,02 % sont de nationalité étrangère). Parmi les membres de SBF 80, toujours en 2011, on compte 14,81 % d'administratrices.
En 1982, les femmes représentaient 24,8 % des cadres et professions intellectuelles supérieures ; en 2009, elles sont 39,6 %. En 1965, 22 % des journalistes étaient des femmes, contre 45 % en 2009. Néanmoins, on assiste depuis quelques années à une féminisation accrue de certaines professions, qui se fait parfois au détriment de hommes. Ainsi, toujours en 2009, 54 % des médecins de moins de 40 ans sont des femmes. Les femmes représentent également 58 % des magistrats (77 % des reçus à l'école de la magistrature sont des femmes) et la moitié des avocats. En 1995, Michelle Perrot note néanmoins que « 70 % des femmes s'engouffrent dans 30 % des professions, dites féminines, et du même coup supposées sous-qualifiées et médiocrement payées ».
Selon un rapport de l'OCDE publié en décembre 2012, les Françaises gagnent 13 % de moins que les hommes, contre 9,5 % en 2000, ce qui témoigne d'un accroissement du fossé entre les revenus hommes-femmes. Olivier Thévenon, économiste à la division emploi de l'OCDE précise que « c'est le résultat des interruptions de carrière, du travail partiel et de la base de calcul des retraites sur une période plus longue en France ». L'écart de salaires se creuse pour les familles d'un ou plusieurs enfants, atteignant 22 %, et ce en raison des frais qui incombent de les élever et d'une fiscalité n'encourageant pas à travailler davantage. En outre, le rapport note que le taux d'emploi des femmes en France est de 60 % contre 68,1 % pour les hommes (dans le monde, il est de 56,7 % pour les femmes et de 73 % pour les hommes). Le rapport note qu'une réduction de cet écart permettrait d’accroître le PIB de 12 % en 20 ans, encourageant l'emploi féminin ; il déplore les politiques d'austérité mises en place dans les pays industrialisés, les femmes salariées étant les premières à en pâtir, tant au niveau des salaires, des recrutements que de la politique familiale.
En février 2013, une étude du cabinet Gouvernance et Structures portant sur la loi Copé-Zimmermann annonce que l'objectif, à l'origine ambitieux, de 20 % de femmes dans les conseils d’administration des entreprises côtés sur Euronext Paris devrait être atteint plus tôt que prévu : elles étaient 23,7 % en juin 2012, contre 20 % un an plus tôt et 8,5 % en 2007. En 2015, elles sont 34 %, ce qui classe la France au premier rang de l'UE en la matière, même si cela masque des disparités dans d'autres structures dirigeantes des grandes entreprises ou des stratégies de contournement pour arriver à ce chiffre (par exemple diminuer le nombre de membres d'un conseil d'administration pour que la part de femmes y siégeant, en nombre identique, augmente).
Depuis le départ d’Anne Lauvergeon de la tête d’Areva en 2011, aucune entreprise du CAC 40 n’est dirigée par une femme.

#### Outils
En 1983, Yvette Roudy fait voter une loi qui prévoit la mise en place d'un « rapport de situation comparée », qui oblige les entreprises à établir un diagnostic de l'égalité professionnelle sur des critères tels que les salaires ou les plans de carrière. Ce dispositif est renforcé en juillet 2014 par la Loi pour l'égalité réelle entre les femmes et les hommes, puis un temps menacé en 2015 par un projet de loi sur le dialogue social. Sous la pression de l'association Osez le féminisme, un amendement au projet de loi permet de conserver cet outil qui « sert à identifier les inégalités et définir les actions à mener pour aller vers l’égalité ».

### Dans le système éducatif
En 2011, 58 % des élèves diplômés dans l'enseignement supérieur sont des filles.

## Journaux féministes
XIXe et début du XXe siècles
- La Tribune des femmes
- La Fronde
- La Politique des Femmes

Années 1970
- Le Torchon brûle
- Le Quotidien des Femmes
- Des femmes en mouvements
- F Magazine

Actuel
- Osez le féminisme !
- Causette